# Kerlouan
Kerlouan [kɛʁluɑ̃] (en breton : Kerlouan) est une commune du département du Finistère, dans la région Bretagne, en France.

## Géographie

### Description
| La Manche | La Manche | La Manche                  |

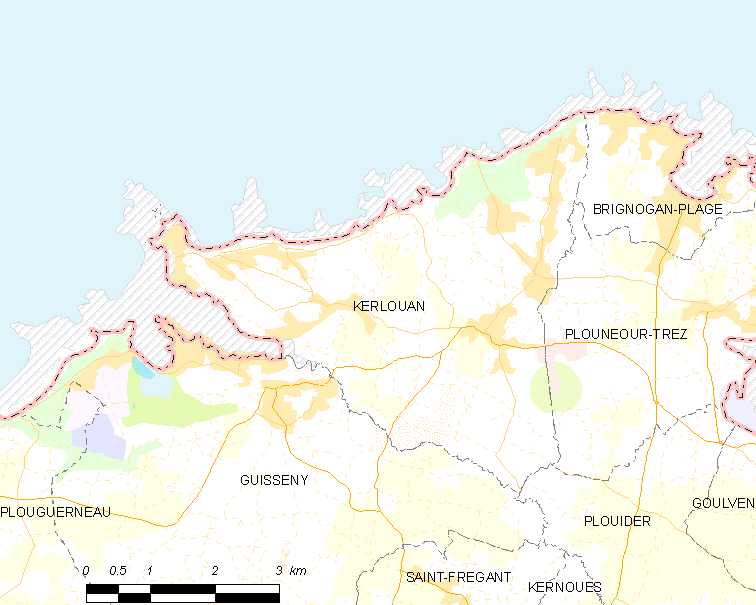
Carte de la commune de Kerlouan.

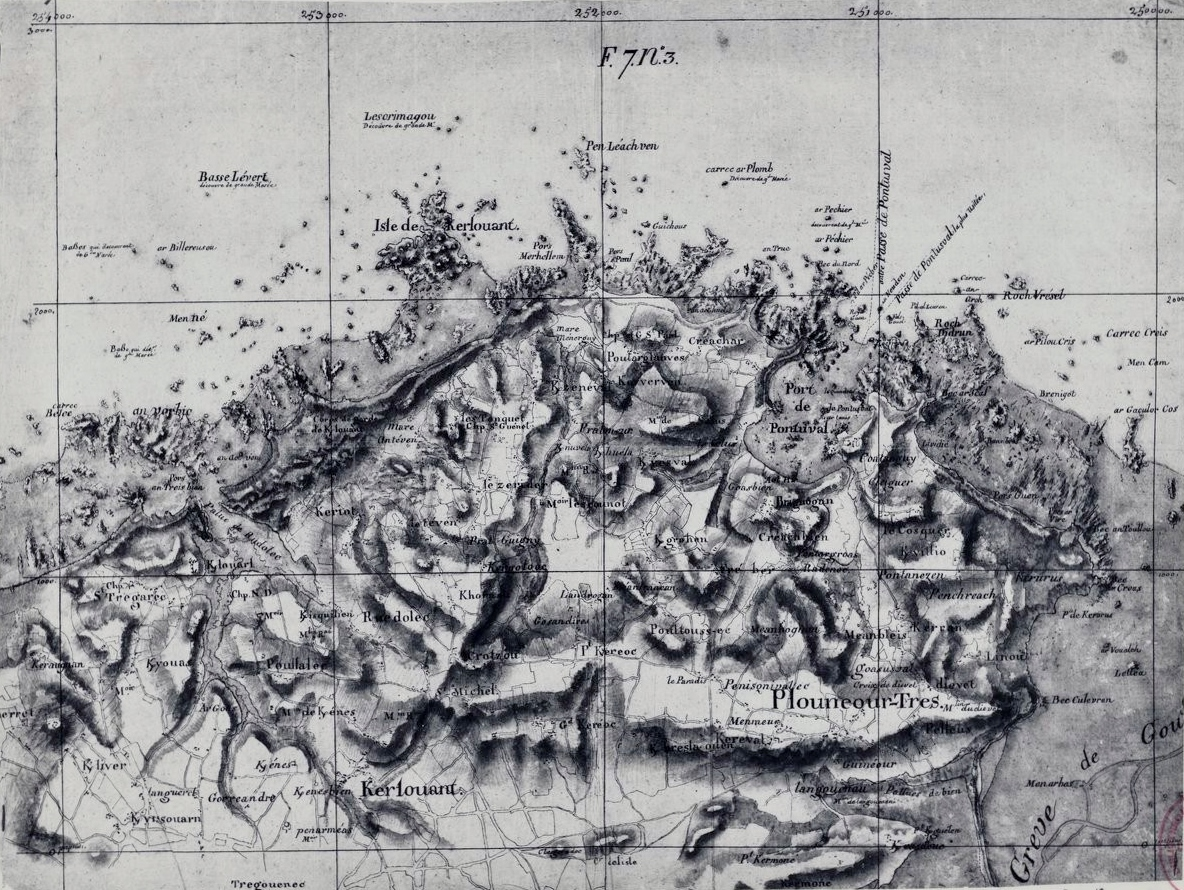
Carte de la région de Plounéour-Trez et Kerlouan à la fin du XVIIIe siècle.

| La Manche | Kerlouan  | Plounéour-Brignogan-Plages |
| Guisseny  |           | Plouider                   |

Kerlouan est une commune littorale de la Manche, faisant partie du Pays pagan, qui dispose d'une longue façade littorale en raison de sa situation péninsulaire, due au golfe marin du Port de Tresseny, dans lequel se jette un petit fleuve côtier, le Quillimadec, qui la sépare de la commune voisine de Guissény et forme la presqu'île de Neiz Vran. Son littoral est formé de nombreuses plages et rochers, ces derniers pour la plupart en granulite. Les dunes basses qui longent le littoral ont été formées par l'action du vent qui a accumulé là une partie du sable des plages, principalement lors du petit âge glaciaire, qui provoqua un ensablement important.
L'abondance des rochers en mer, qui forment de nombreux écueils, rend cette côte particulièrement dangereuse à la navigation comme en témoigne cette description d'Ernest Daudet, parue en 1899 :

« En avant de ces rivages, et jusqu'à plusieurs milles en mer, [la nature] a jeté dans les fonds d'innombrables récifs. Quelques-uns s'assèchent à la mer basse et, quand elle les recouvre, on ne peut les deviner qu'à l'écume des eaux qui viennent se briser sur leurs dentelures redoutables. D'autres ne sont jamais couverts. Ils émergent au-dessus des ondes : ici, aiguilles acérées ; là, rocs massifs s'allongeant comme des monstres accroupis. Il en est qui ne se montrent qu'à de rares intervalles, dans les mouvements des grandes marées, et ce ne sont pas les moins périlleux. Pour naviguer parmi ces écueils, il faut les connaître et pour ne pas s'y briser il faut n'être pas saisi par les courants, enveloppé par les brumes et surtout ne pas confondre les feux des phares qui éclairent la bonne route (...). Encore aujourd'hui, des navires s'y perdent et, chaque année, on y signale des naufrages, bien qu'en ces endroits on ait multiplié phares, balises et signaux avertisseurs. Si, sur ces bords redoutés, les eaux pouvaient s'ouvrir (...) un vaste cimetière apparaîtrait sous nos yeux avec toutes les épaves que les siècles y ont accumulé, encore que les habitants en aient de tout temps arraché aux flots des quantités innombrables. »

Le port de Tresseny

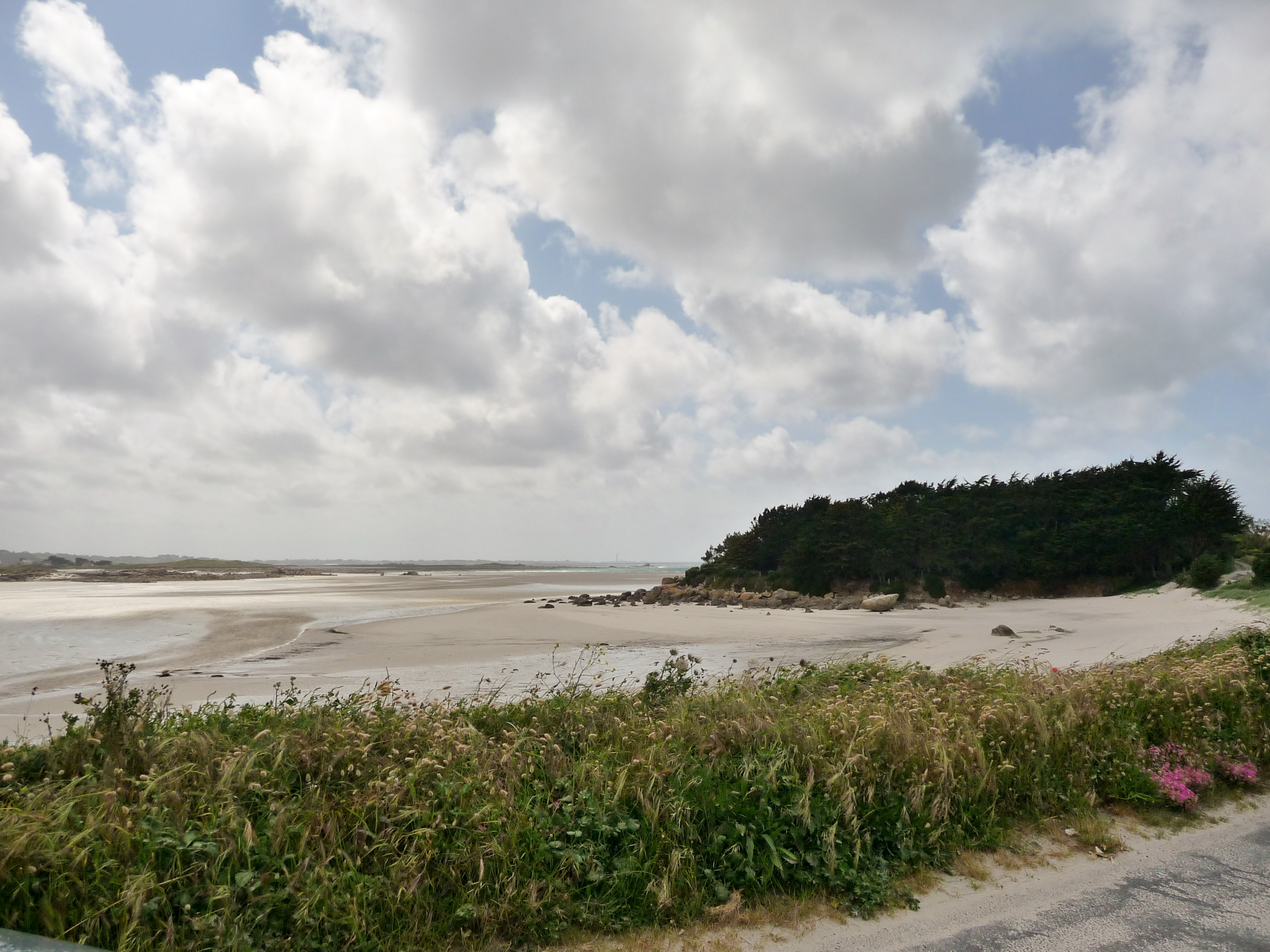
Kerlouan : le port de Tresseny (baie de Tresseny) à marée basse vu depuis le côté Kerlouan.
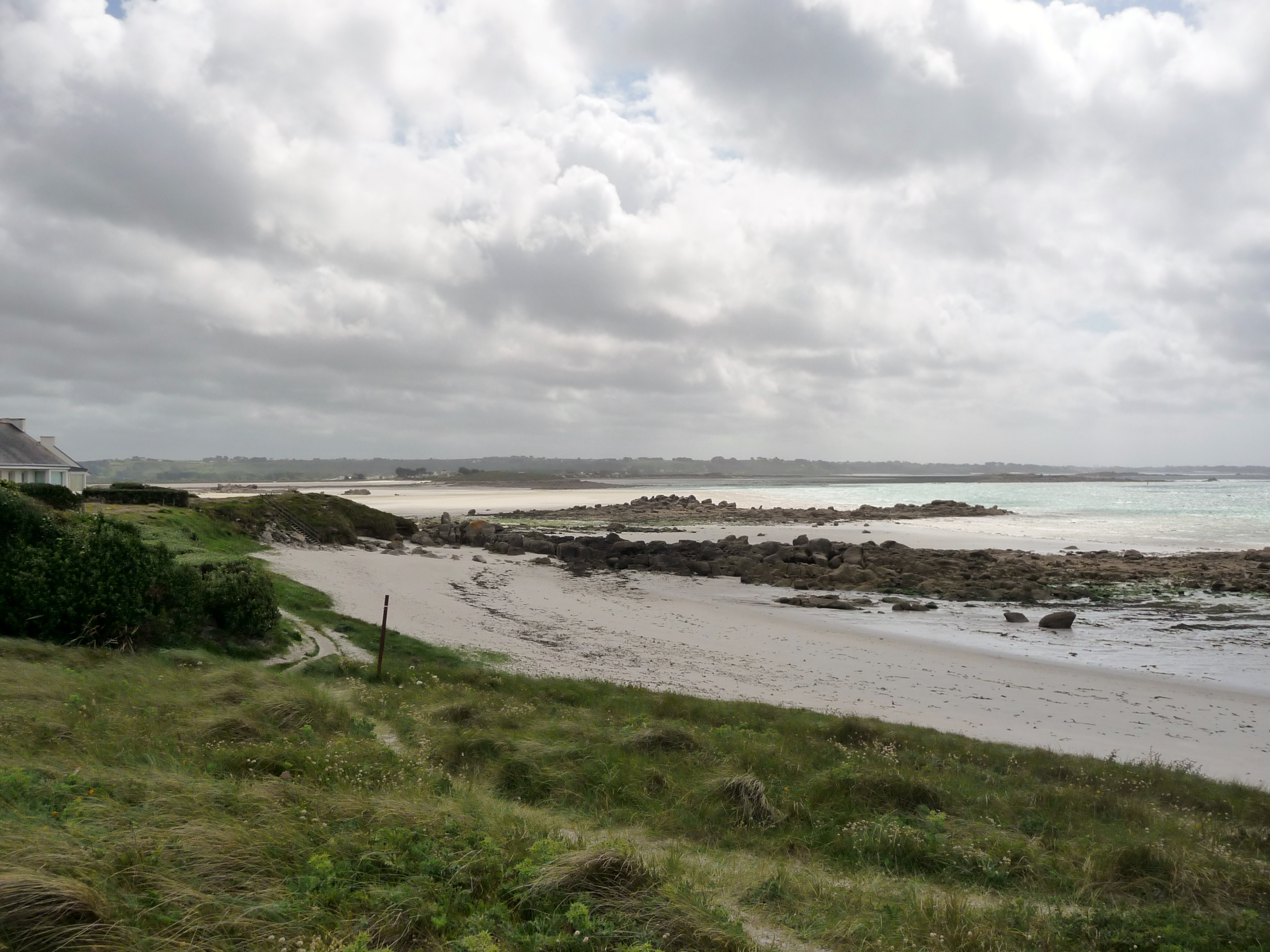
Kerlouan : le port de Tresseny près de Roc'h Cleguer.

Les plages de Kerlouan

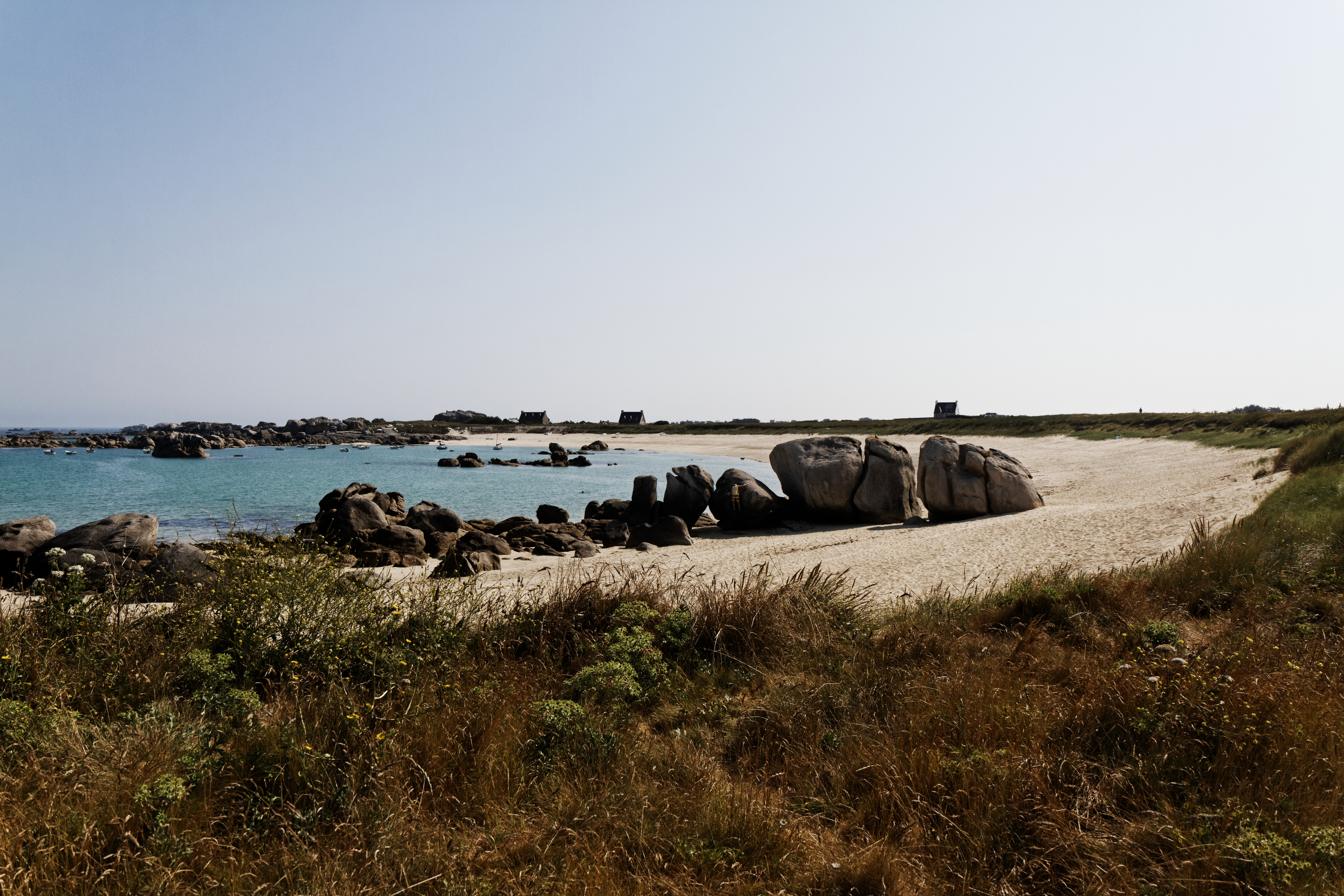
Kerlouan : la plage du Menez-Ham (Meneham).
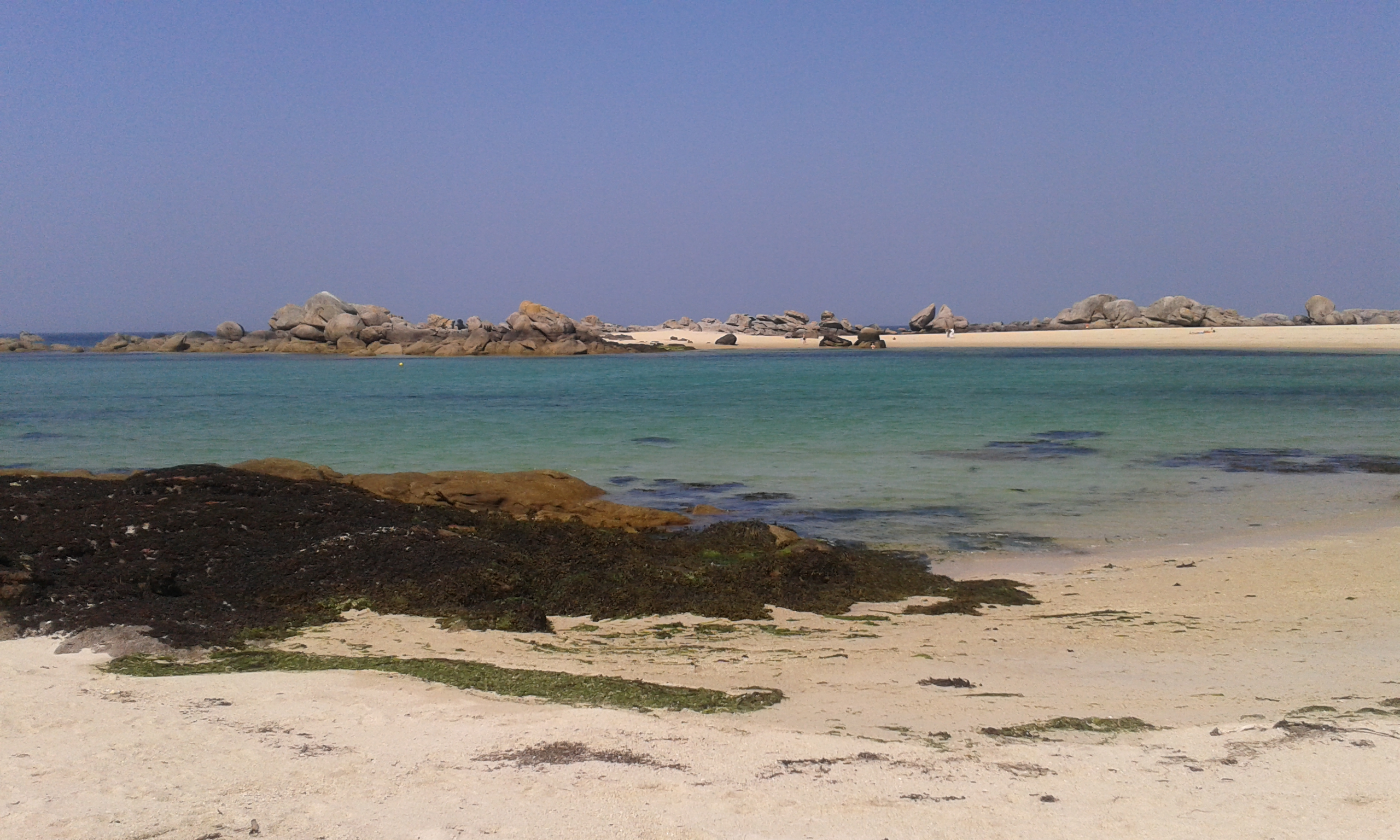
Une des plages de Kerlouan.
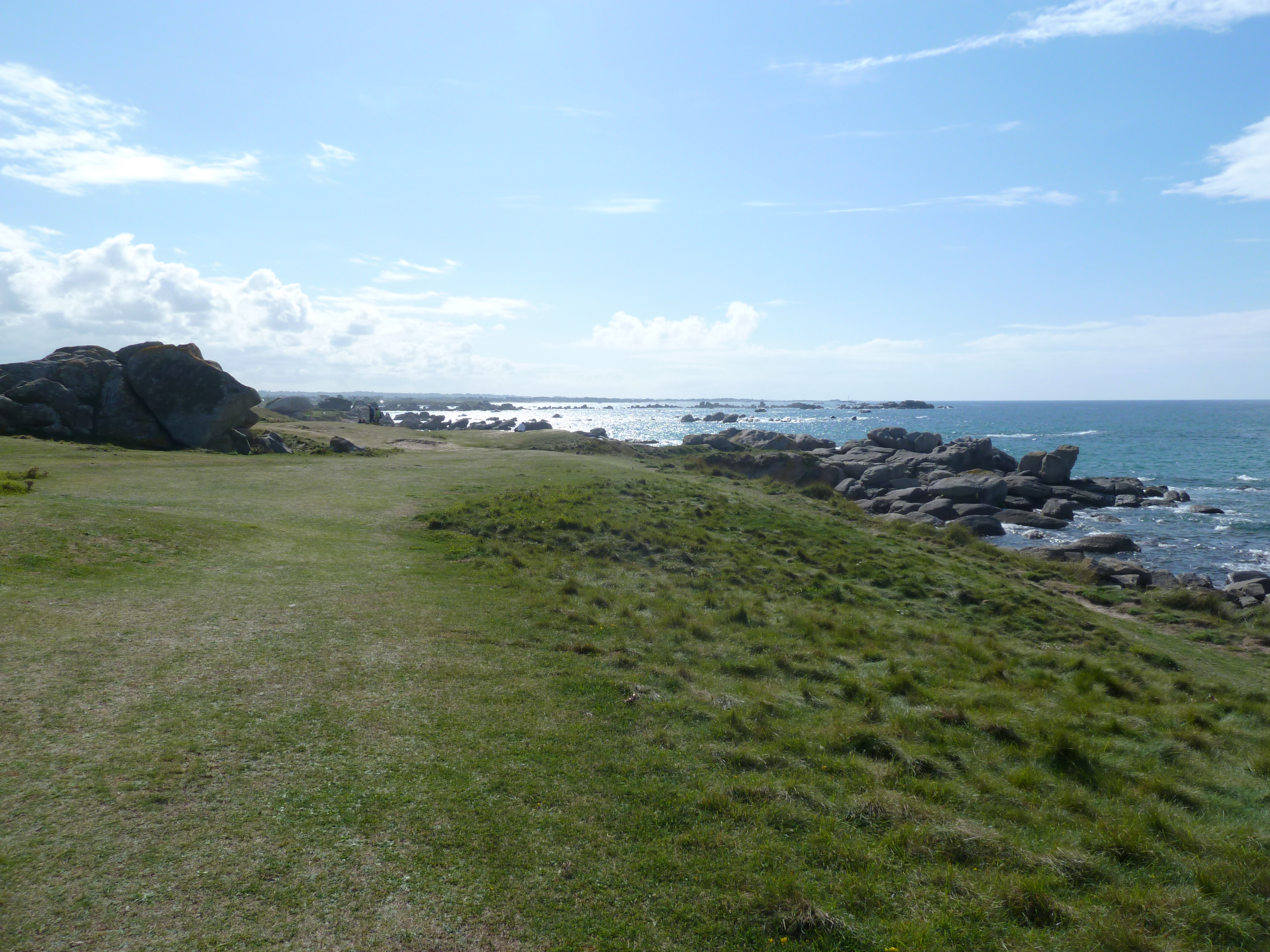
Kerlouan : la plage du Croazou.
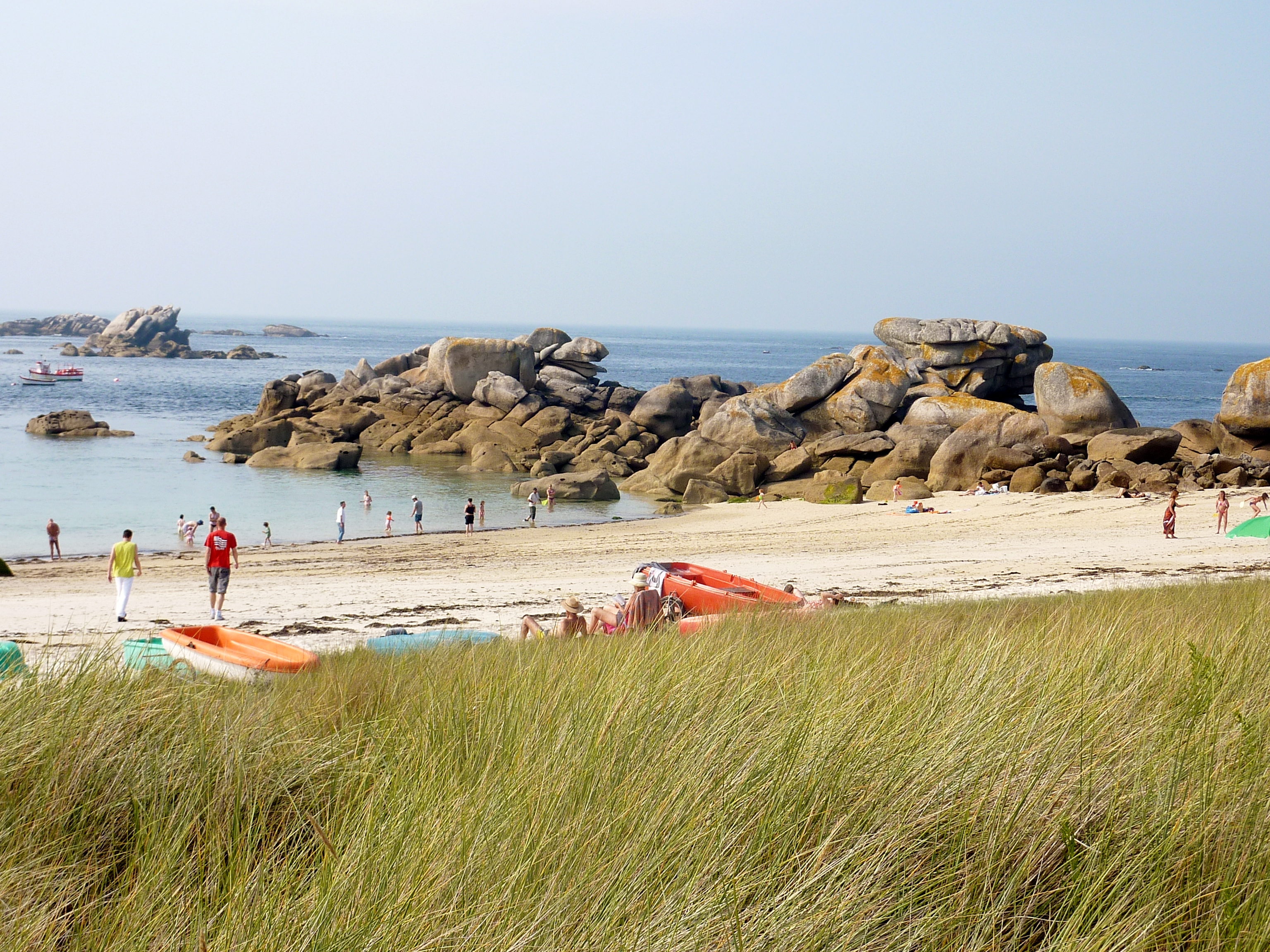
Kerlouan : la plage face au hameau de Crémiou 1.
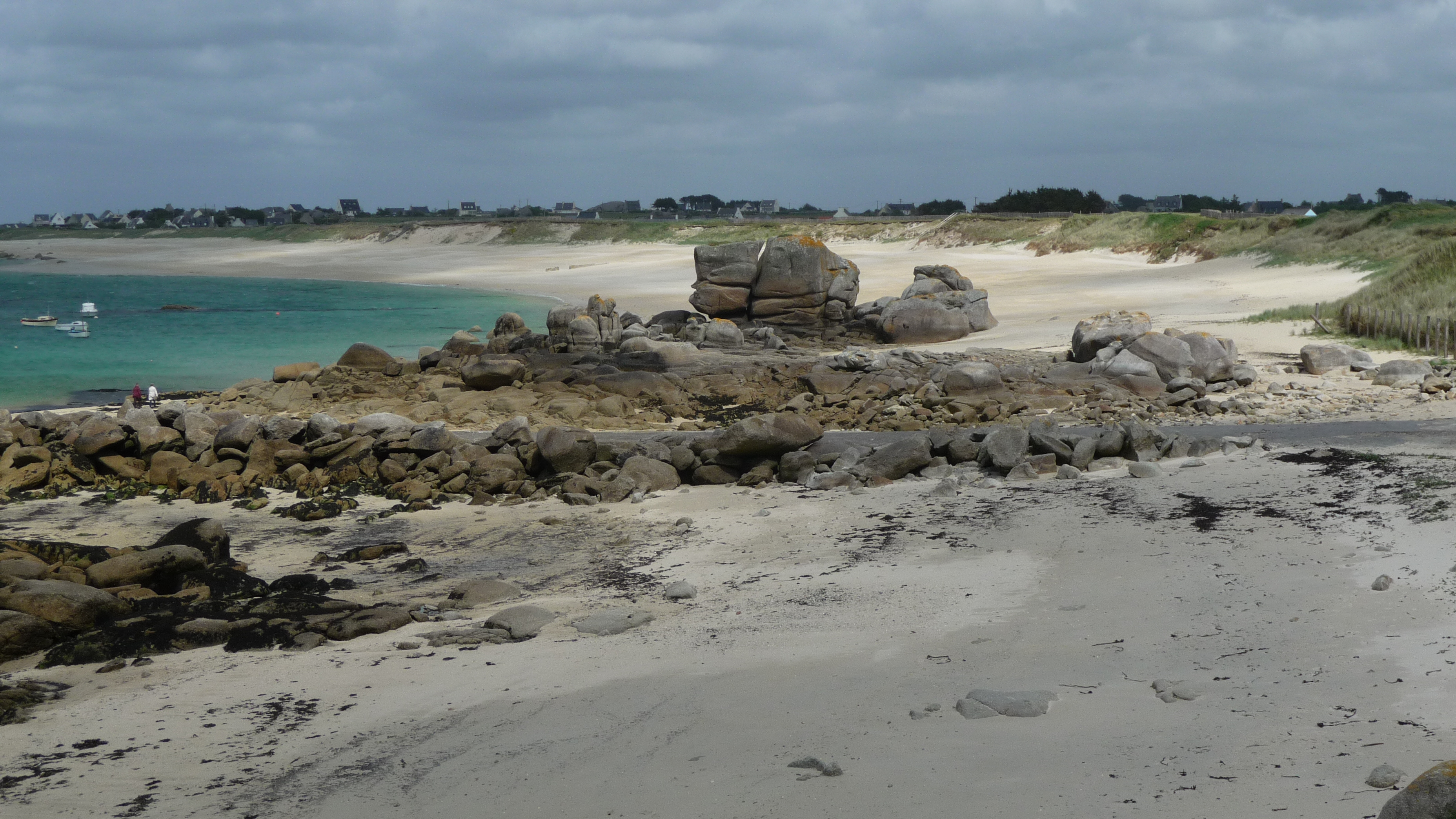
Kerlouan : la plage face au hameau de Crémiou 2.

Les rochers de Kerlouan

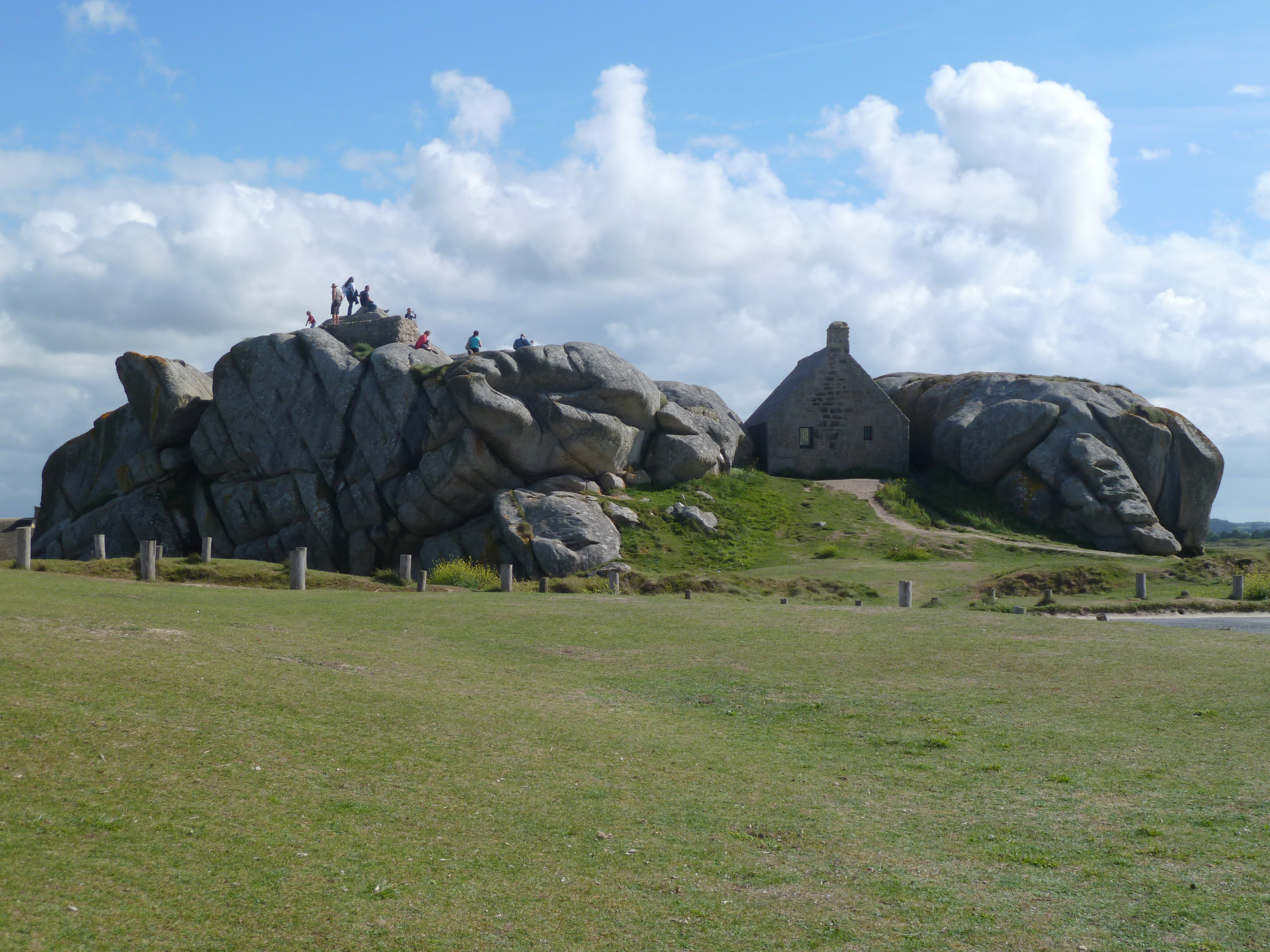
Les rochers de Meneham et le poste de garde.
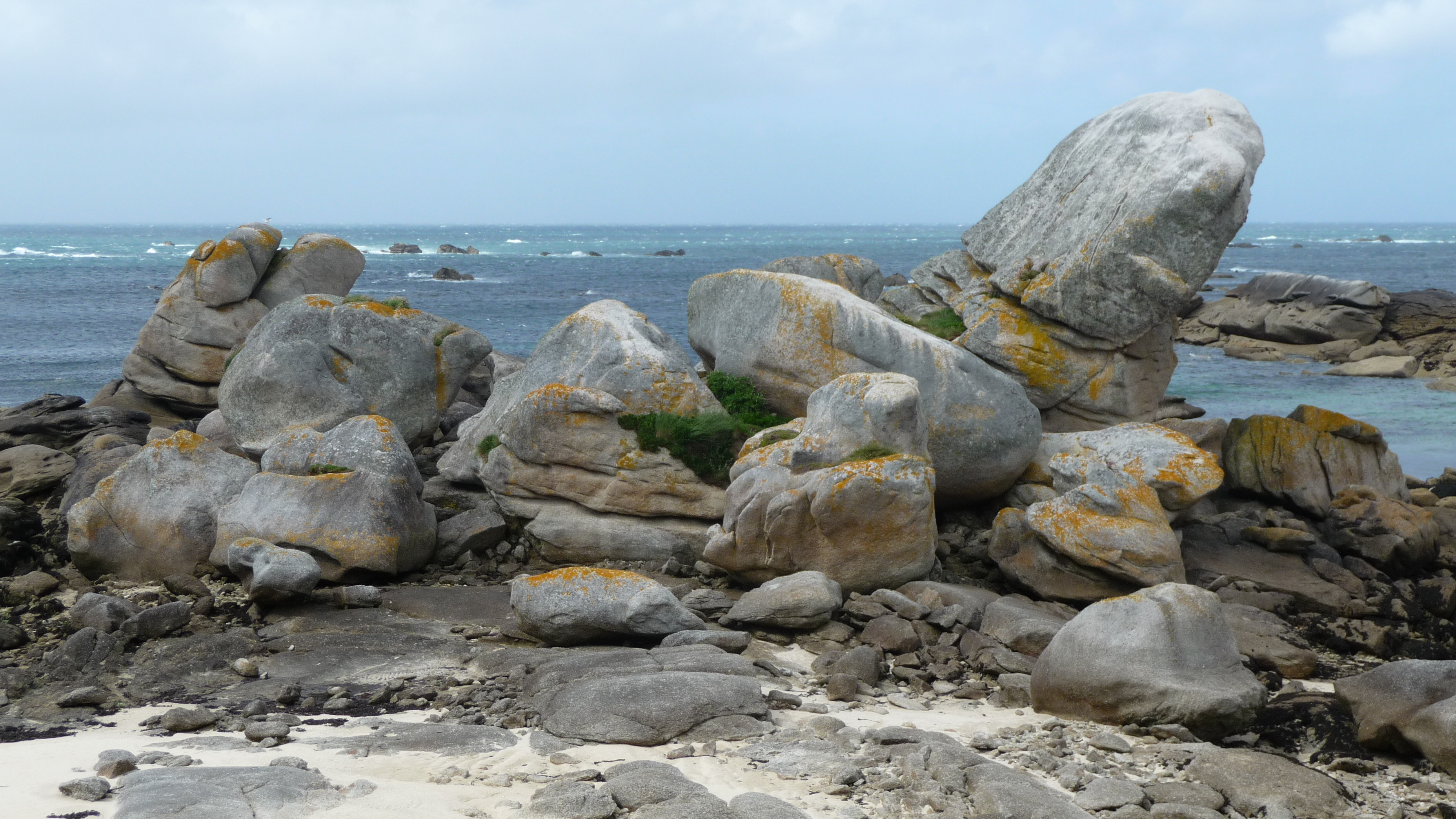
Kerlouan : rochers.
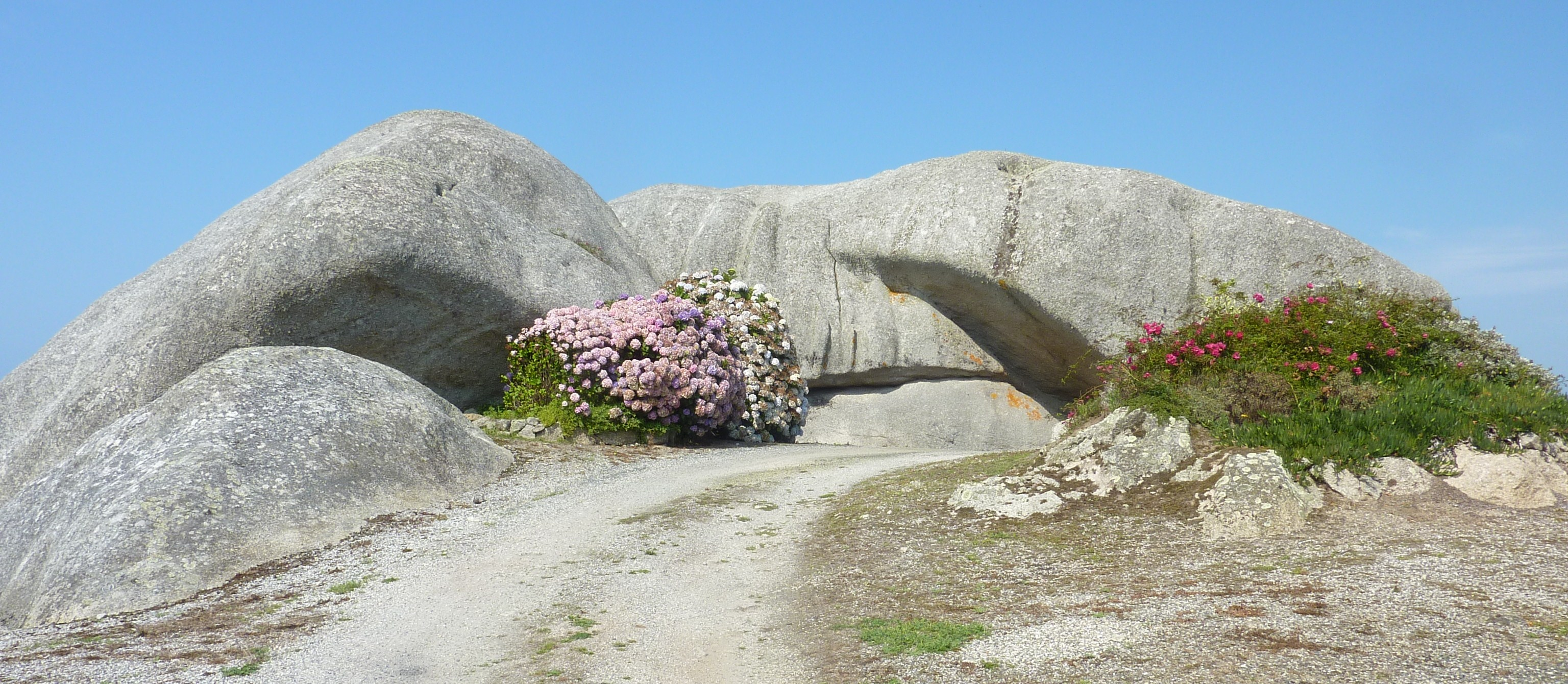
Kerlouan : rochers près de Kerzenval.
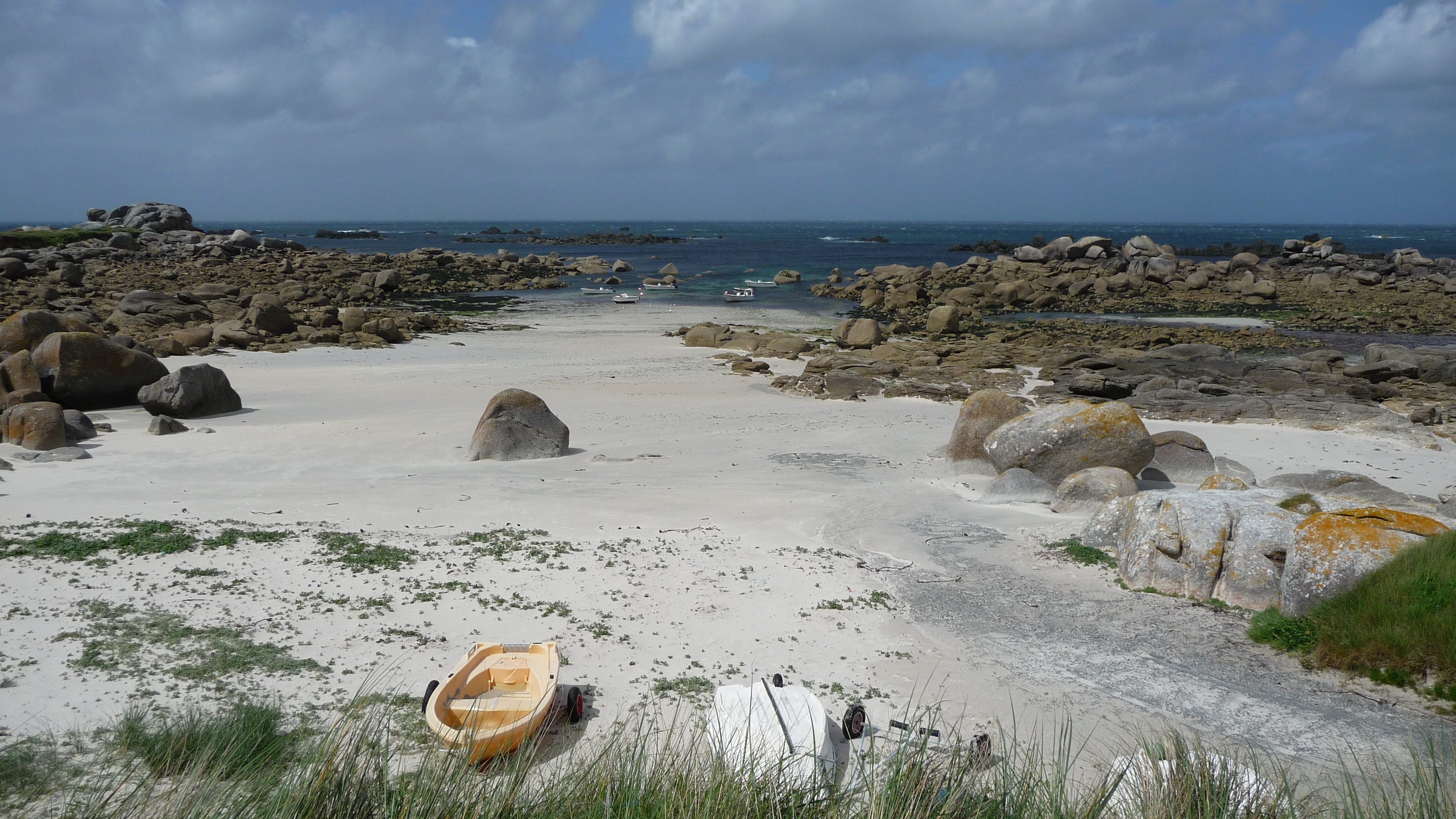
Kerlouan : plage et rochers 1.
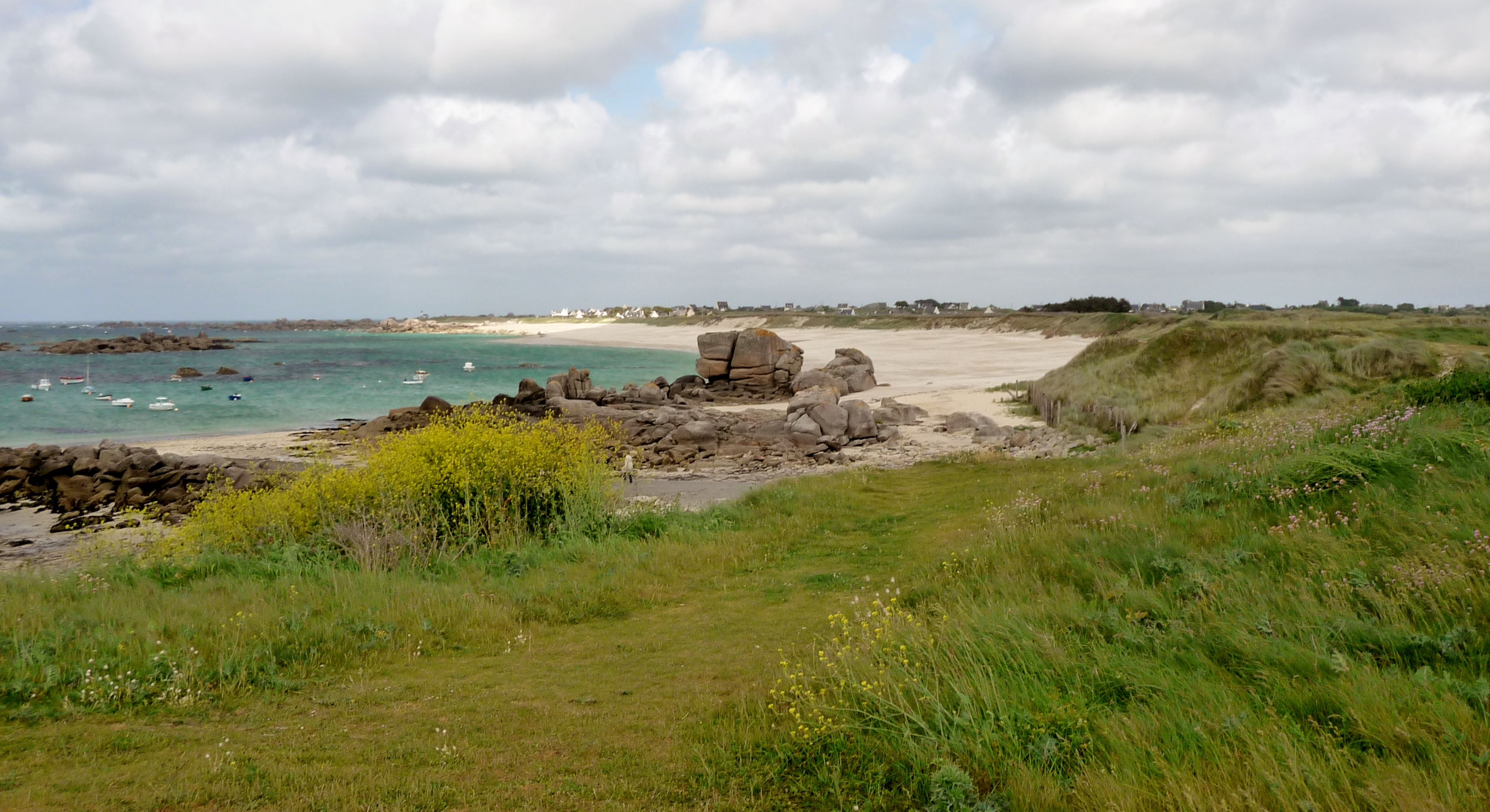
Kerlouan : plage et rochers 2.
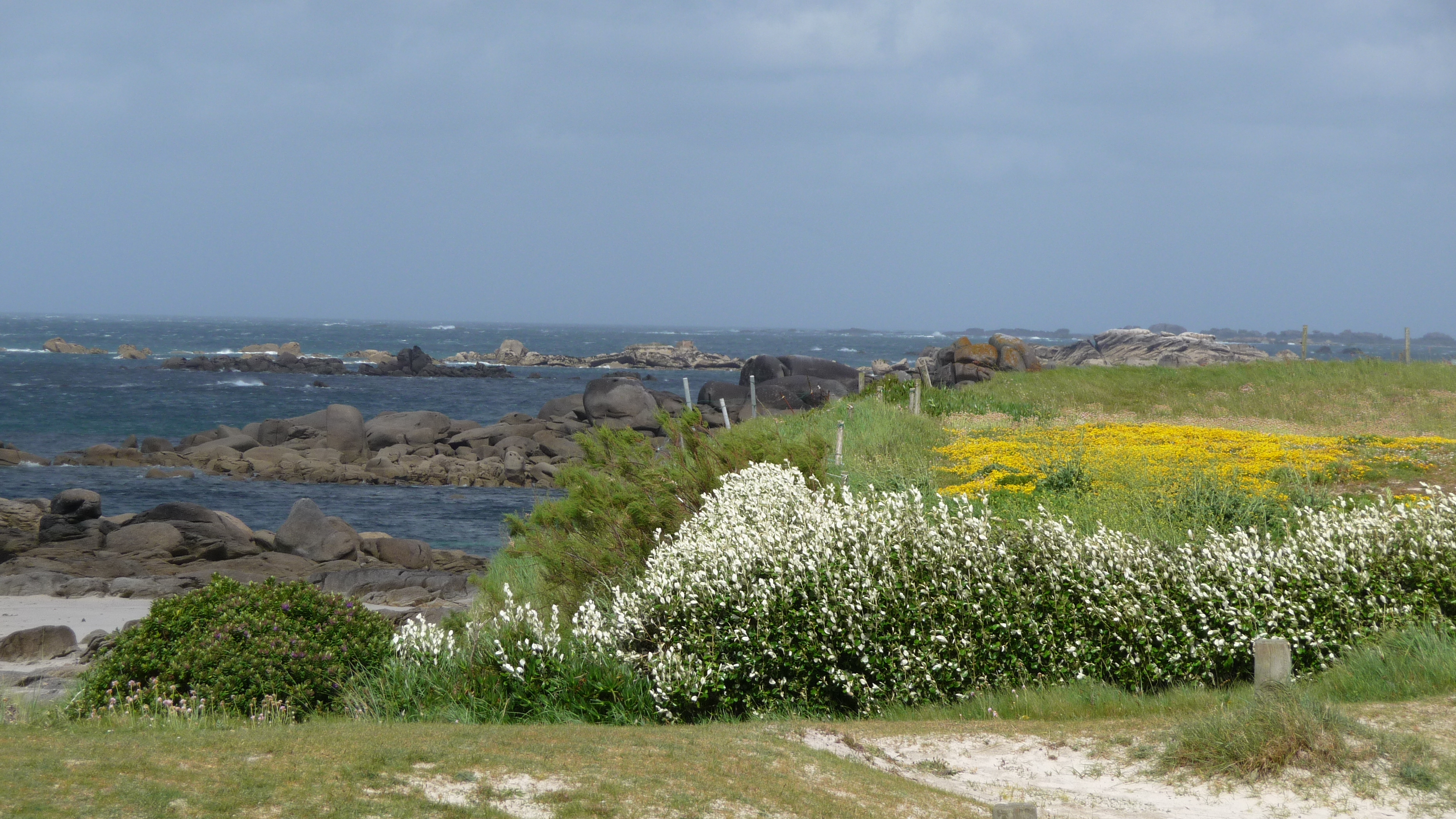
Kerlouan : rochers et lande fleurie.

Les nombreux rochers qui parsèment le finage de Kerlouan étaient d'anciens îlots rocheux en raison de la remontée du niveau de la mer lors de la transgression flandrienne. Selon une légende connue sous le nom Les danseurs maudits, les pierres disséminées dans la lande à Kerlouan étaient des jeunes gens et des jeunes filles changés en roches pour avoir voulu faire danser avec eux un prêtre qui portait les sacrements à un malade.
À la limite de Brignogan, en aval du hameau de Kerzenval, se trouvait une lagune, transformée partiellement en étang par la construction d'une digue (il figure sur la carte d'état-major de 1889) et asséché depuis ; une partie est restée marécageuse : les marais du Théven, d'une superficie de 11 hectares, dont l'eau douce devient parfois saumâtre en raison de d'infiltrations d'eau de mer et qui abrite une flore et une avifaune diversifiées.
La majeure partie du territoire communal est à moins de 20 mètres d'altitude, une colline atteignant toutefois 47 mètres près de Kerbizien. La commune possède aussi à sa limite méridionale, dont le tracé suit le cours du Quillimadec, un étang, l'Étang du Pont, alimenté par celui-ci.
Outre le bourg, l'habitat est dispersé en de nombreux hameaux, le plus connu étant l'ancien village de pêcheurs et goémoniers de Meneham (Ménez Ham).
La situation péninsulaire explique que Kerlouan soit longtemps resté un isolat humain : lors du recensement de 1872, tous les habitants recensés étaient nés dans la commune.

### Hydrographie

#### Réseau hydrographique
Pour un article plus général, voir Réseau hydrographique du Finistère.
La commune est située dans le bassin Loire-Bretagne. Elle est drainée par le Quillimadec et divers autres petits cours d'eau,.
Le Quillimadec, d'une longueur de 22 km, prend sa source dans la commune de Plounéventer et se jette  dans la Manche à Guissény, après avoir traversé dix communes. 

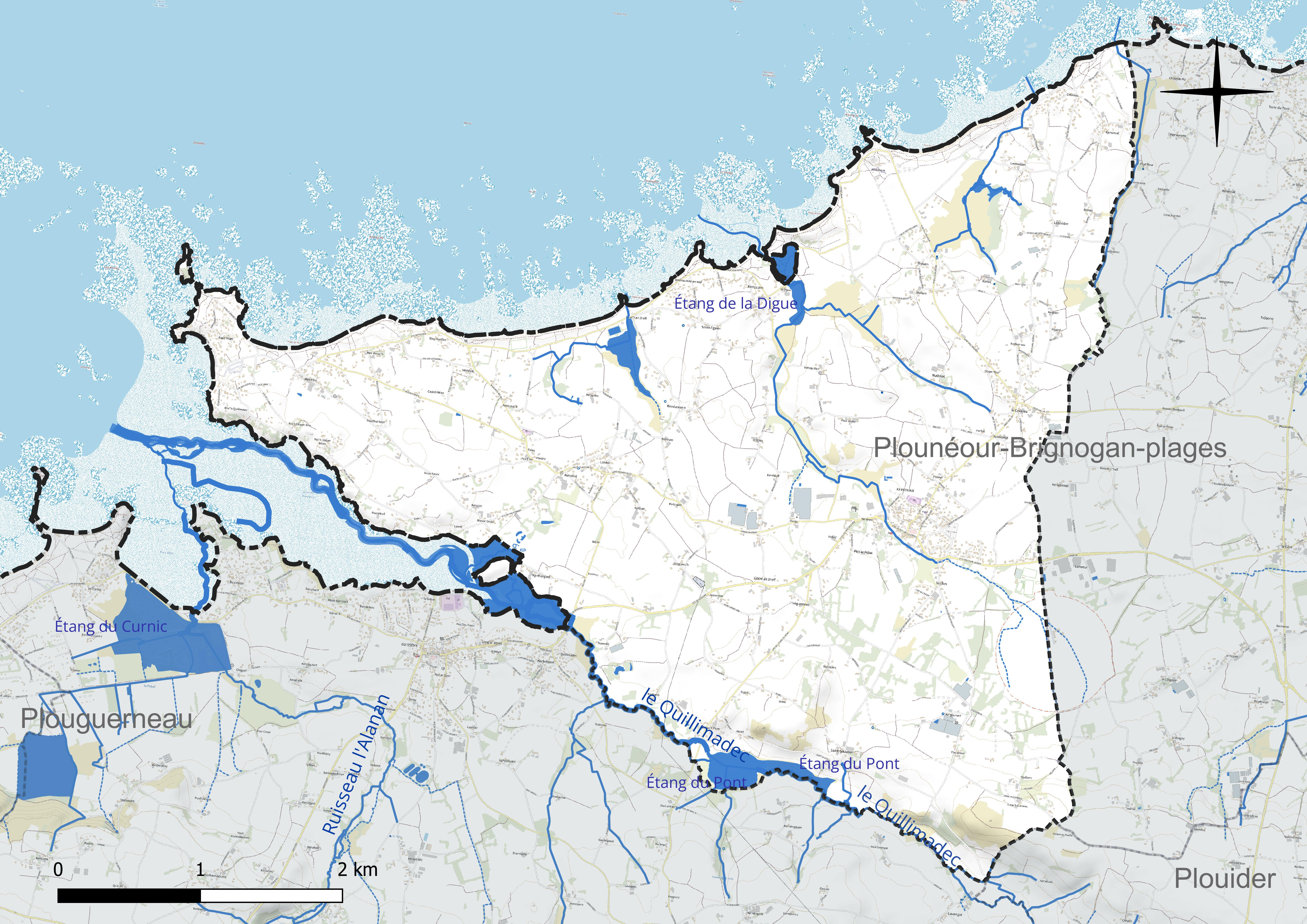
Réseau hydrographique de Kerlouan.

#### Étangs
Deux plans d'eau complètent le réseau hydrographique : l'étang de la Digue (2,5 ha) et l'étang du Pont (8,4 ha),.
L'étang du Pont dont on ignore l'origine, situé dans la partie aval du Quillimadec, disparaît depuis que la loi sur la continuité écologique a obligé en 2018 à laisser ouvertes les vannes du moulin qu'il alimentait auparavant en eau afin de permettre la migration des poissons et la circulation des sédiments.
Il n'est plus qu'une vasière où des chevreuils s'enlisent parfois. Une végétation opportune et pauvre s'y intalle. C'est pourtant un milieu naturel qui abrite des loutres et de nombreuses espèces d'oiseaux ; il sert aussi de filtre naturel pour les eaux chargées en nitrates et en phosphates du Quillimadec, et de son bassin verant de 82 km2, avant que celles-ci ne rejoignent la baie de Tresseny.

### Climat
Pour des articles plus généraux, voir Climat de la Bretagne et Climat du Finistère.
En 2010, le climat de la commune est de type climat océanique franc, selon une étude du CNRS s'appuyant sur une série de données couvrant la période 1971-2000. En 2020, Météo-France publie une typologie des climats de la France métropolitaine dans laquelle la commune est exposée à un climat océanique et est dans la région climatique  Finistère nord, caractérisée par une pluviométrie élevée, des températures douces en hiver (6 °C), fraîches en été et des vents forts. Parallèlement l'observatoire de l'environnement en Bretagne publie en 2020 un zonage climatique de la région Bretagne, s'appuyant sur des données de Météo-France de 2009. La commune est, selon ce zonage, dans la zone « Littoral », exposée à un climat venté, avec des étés frais mais doux en hiver et des pluies moyennes.  
Pour la période 1971-2000, la température annuelle moyenne est de 11,8 °C, avec  une amplitude thermique annuelle de 8,9 °C. Le cumul annuel moyen de précipitations est de 907 mm, avec 16,4 jours de précipitations en janvier et 7,4 jours en juillet. Pour la période 1991-2020, la température moyenne annuelle observée sur la station météorologique la plus proche, située sur la commune de Ploudaniel à 13 km à vol d'oiseau, est de 11,6 °C et le cumul annuel moyen de précipitations est de 1 146,8 mm,. Pour l'avenir, les paramètres climatiques de la commune estimés pour 2050 selon différents scénarios d'émission de gaz à effet de serre sont consultables sur un site dédié publié par Météo-France en novembre 2022.

## Urbanisme

### Typologie
Au 1er janvier 2024, Kerlouan est catégorisée commune rurale à habitat dispersé, selon la nouvelle grille communale de densité à 7 niveaux définie par l'Insee en 2022.
Elle appartient à l'unité urbaine de Kerlouan, une unité urbaine monocommunale constituant une ville isolée,. Par ailleurs la commune fait partie de l'aire d'attraction de Brest, dont elle est une commune de la couronne,. Cette aire, qui regroupe 68 communes, est catégorisée dans les aires de 200 000 à moins de 700 000 habitants,.
La commune, bordée par la Manche, est également une commune littorale au sens de la loi du 3 janvier 1986, dite loi littoral. Des dispositions spécifiques d'urbanisme s'y appliquent dès lors afin de préserver les espaces naturels, les sites, les paysages et l'équilibre écologique du littoral, tel le principe d'inconstructibilité, en dehors des espaces urbanisés, sur la bande littorale des 100 mètres, ou plus si le plan local d'urbanisme le prévoit.

### Occupation des sols
L'occupation des sols de la commune, telle qu'elle ressort de la base de données européenne d'occupation biophysique des sols Corine Land Cover (CLC), est marquée par l'importance des territoires agricoles (77,7 % en 2018), une proportion sensiblement équivalente à celle de 1990 (78,4 %). La répartition détaillée en 2018 est la suivante :
zones agricoles hétérogènes (51 %), prairies (15,2 %), zones urbanisées (15 %), terres arables (11,5 %), milieux à végétation arbustive et/ou herbacée (6 %), zones industrielles ou commerciales et réseaux de communication (0,5 %), espaces ouverts, sans ou avec peu de végétation (0,5 %), zones humides côtières (0,3 %). L'évolution de l'occupation des sols de la commune et de ses infrastructures peut être observée sur les différentes représentations cartographiques du territoire : la carte de Cassini (XVIIIe siècle), la carte d'état-major (1820-1866) et les cartes ou photos aériennes de l'IGN pour la période actuelle (1950 à aujourd'hui).

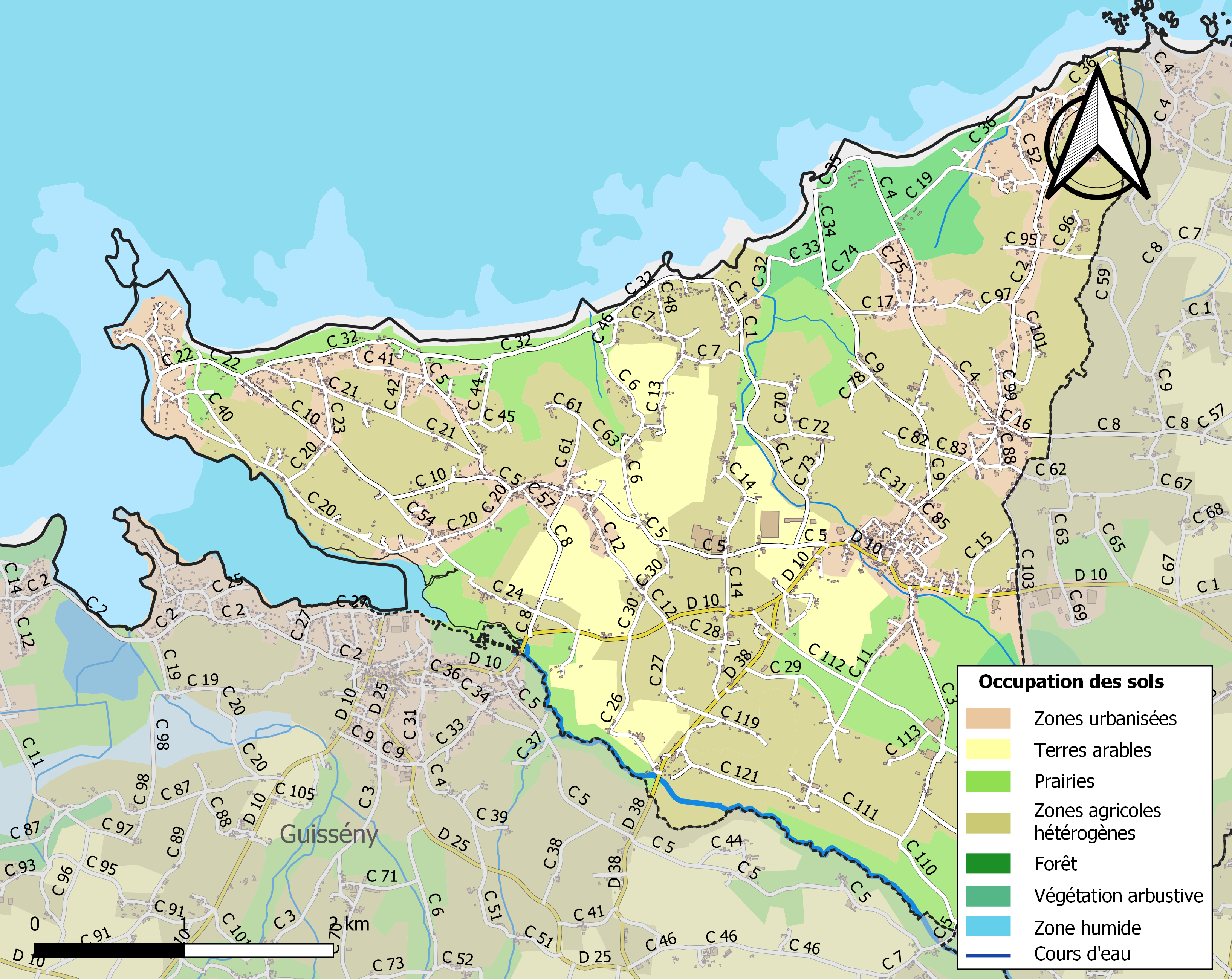
Carte des infrastructures et de l'occupation des sols de la commune en 2018 (CLC).

## Histoire

### Préhistoire
Un petit campement de bord de mer habité à l'Aurignacien a été découvert à Beg-ar-C'hastel ; on y a trouvé un matériel abondant. Un site habité probablement avant, dès le Châtelperronien, se trouve sur l'ilôt d'Enez-Amon-ar-Ross (Enez-Amann-ar-Rous).
L'habitat de Beg-ar-C'Hastel en Kerlouan était situé à l'abri des chaos de blocs granitiques en bordure du littoral actuel ; il aurait servi d'abri à une population de chasseurs. Il est daté des débuts du Weischélien supérieur ; on y a trouvé des grattoirs nucléiformes et surtout des burins, de type dièdre et surtout de fines lamelles Dufour caractéristiques de l'Aurignacien et datant d'environ 23 000 ans avant J.-C.. Une partie du résultat des fouilles se trouve au Musée de la préhistoire finistérienne de Penmarc'h.
Au Néolithique, plusieurs monuments mégalithiques furent édifiés sur le territoire de la commune. Sur les quatre menhirs recensés au début du XXe siècle, deux sont encore visibles (Kervizouarn, Théven), les deux autres ayant été détruits depuis (Croazou, Kermaguel). Au lieu-dit Kermaguel, Paul du Châtellier signale en 1907 l'existence d'une allée couverte et d'une seconde sépulture mégalithique, toutes deux désormais détruites. Sur les bords du Quillimadec, l'allée couverte de Porz Huel désormais immergée n'est visible qu'à marée basse. Au XIXe siècle, de nombreux blocs naturels ont aussi été signalés à tort comme étant des mégalithes (Minioc, Rumiqueal, Saint-Égarec).

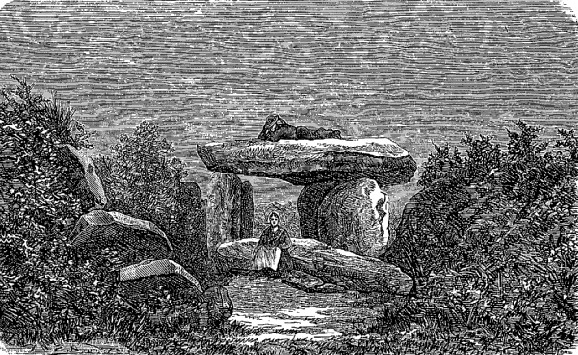
Kerlouan : le dolmen de Krec'h Gouenou vers 1882 (dessin).
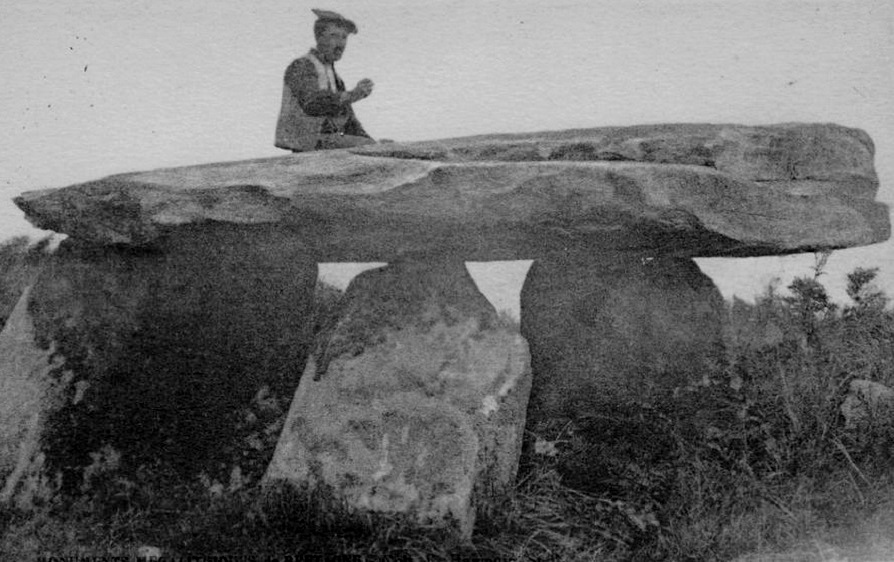
Kerlouan : le dolmen de Goarem-an-Diaoul (carte postale Émile Hamonic).
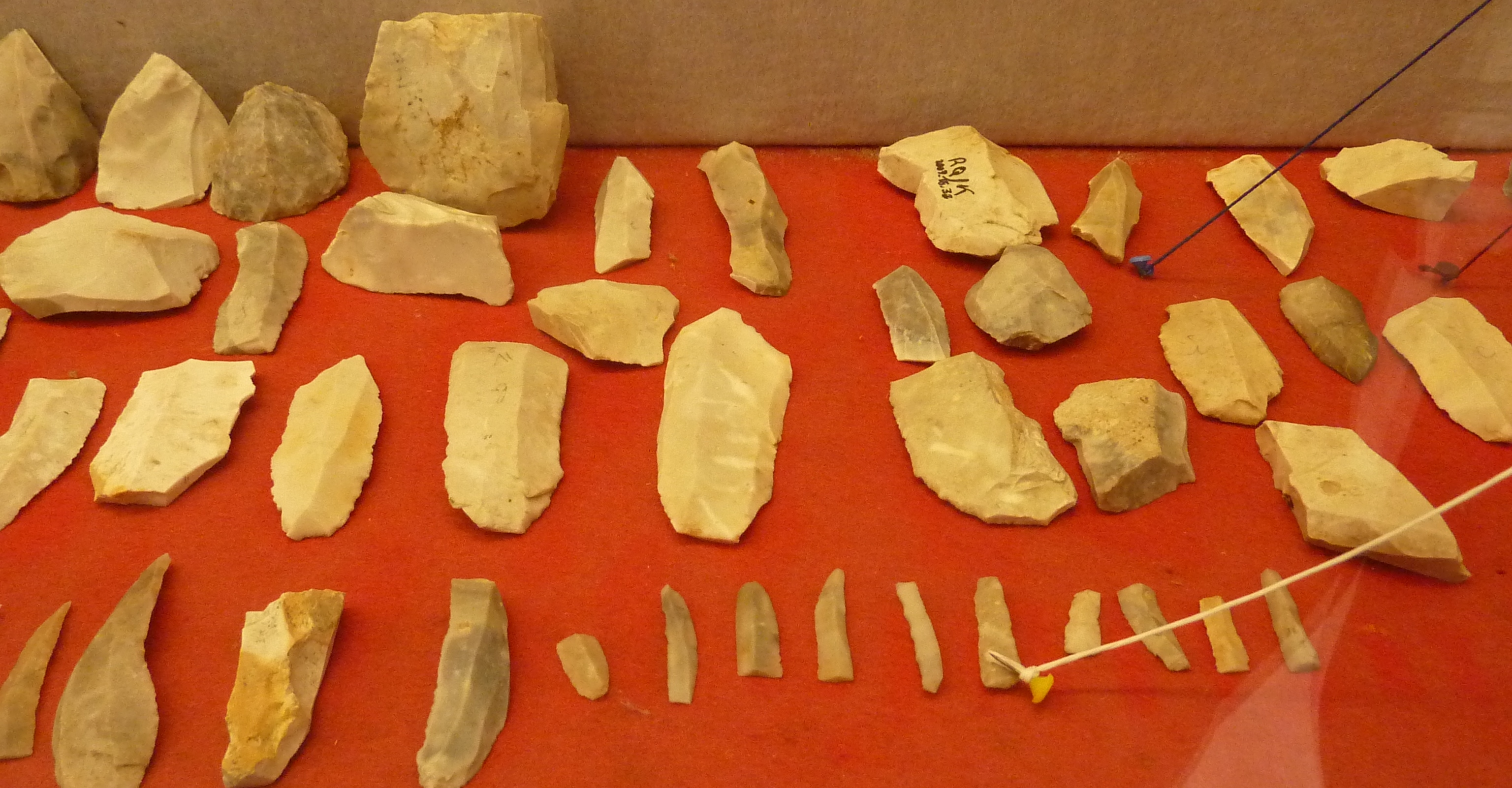
Objets trouvés dans le site préhistorique de Beg-ar-C'Hastel (Musée de la préhistoire finistérienne de Penmarc'h).
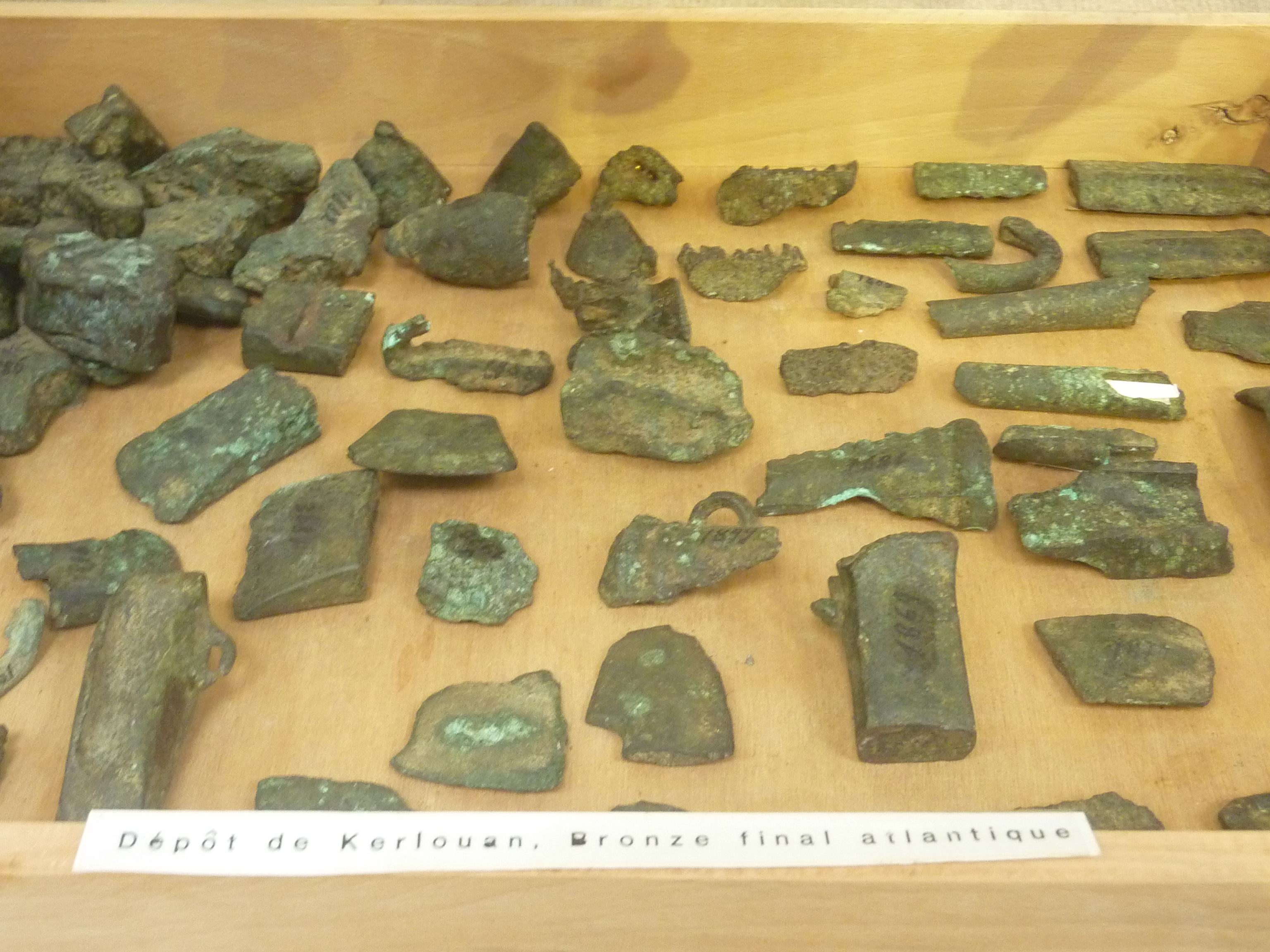
Objets divers trouvés dans une cachette de fondeur à Kerlouan et datant de l'Âge du bronze final (Musée de la préhistoire finistérienne de Penmarc'h).
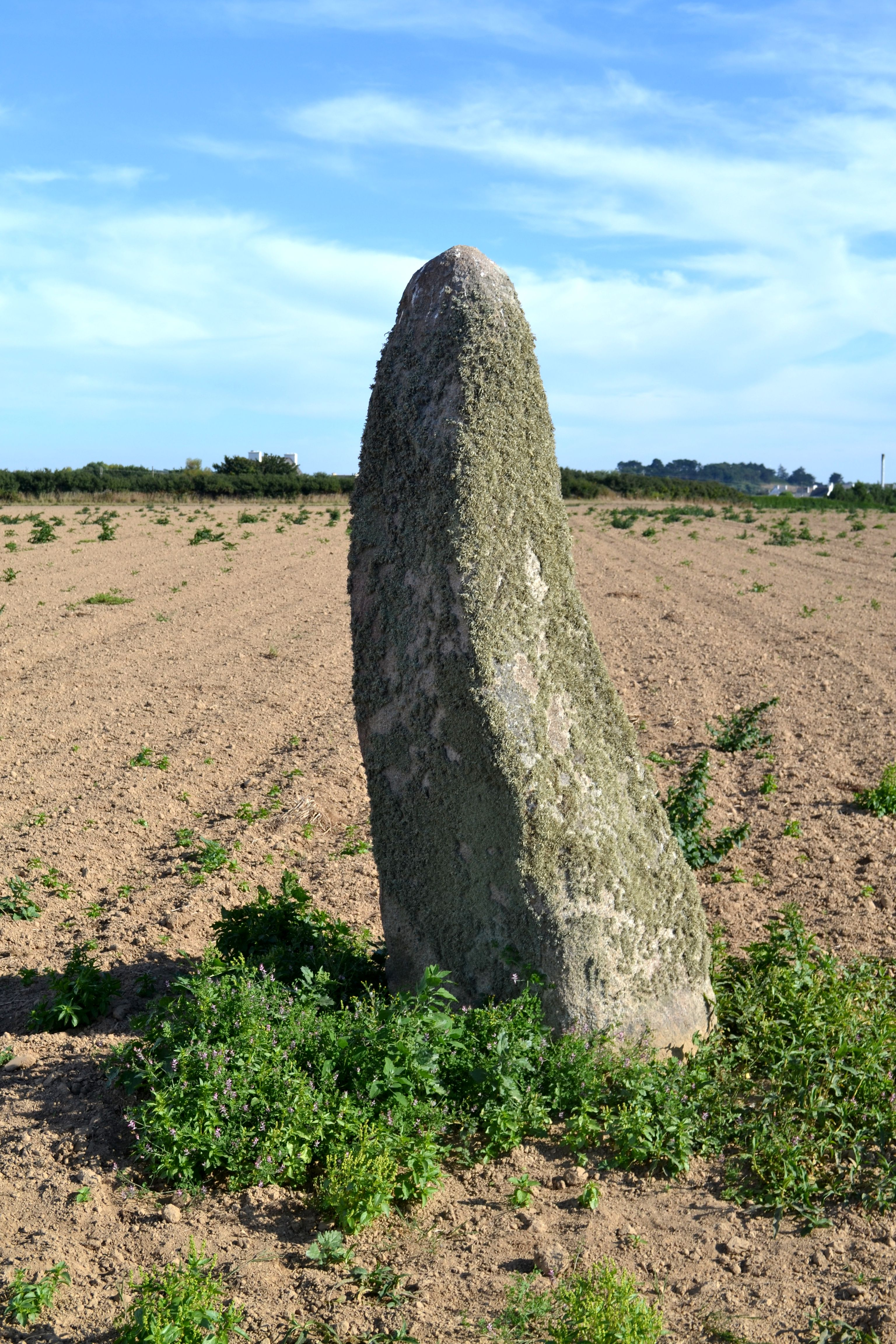
Menhir de Kervizouarn.
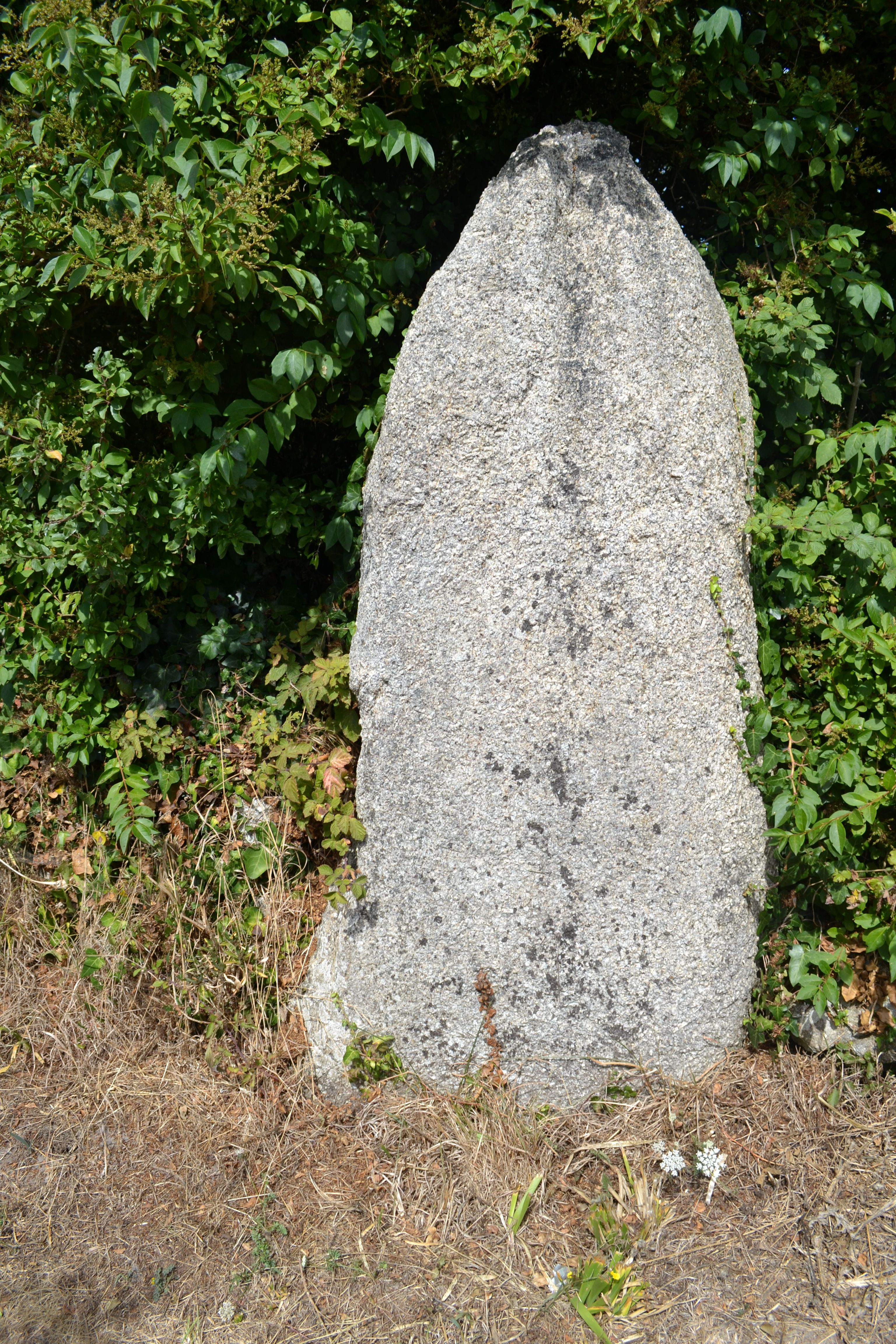
Menhir de Théven.
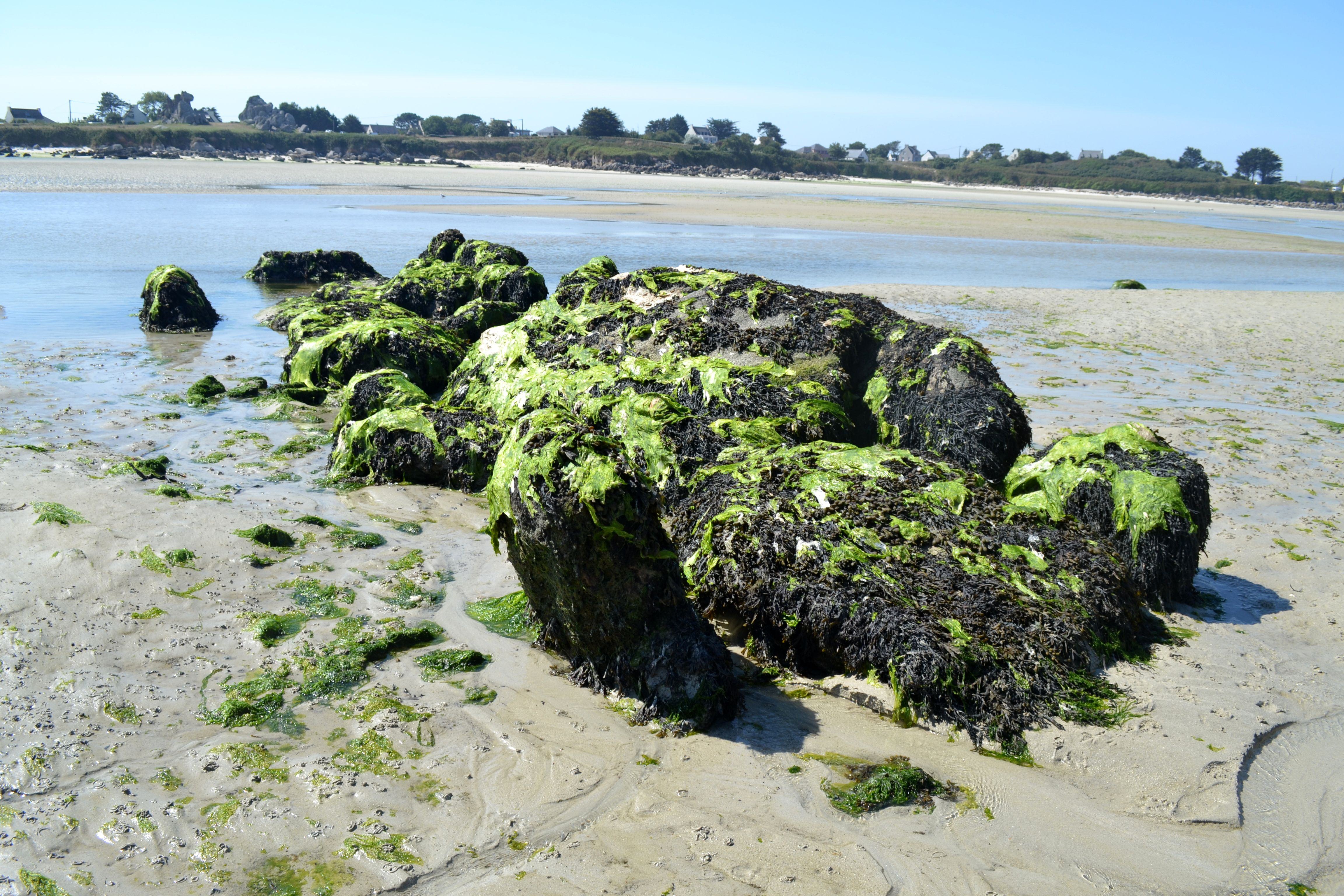
Allée couverte de Porz Huel.

### Étymologie et origines
Au Ve siècle, en 477 probablement, saint Séni (ou saint Sezny), moine irlandais, s'installe et établit un petit ermitage « peneti Sant Sezni » au lieu-dit Poulluhen ("Pors Huel"). La légende dit que saint Sezny avait un compagnon nommé Brévalaire, et qu'ils tirèrent au sort pour savoir lequel des deux resterait au pénity de Kerlouan ; le sort favorisa Brévalaire, qui est resté patron de Kerlouan ; saint Sezny alla alors bâtir un monastère à Guic-Sezny, à l'emplacement de l'actuelle église paroissiale de Guissény. Au VIe siècle, saint Pol construisit un autre monastère, dit de Kerpaul et c'est à lui qu'on attribue la fondation de Kerlouan, qui naquit au bord de la rivière Quillimadec.
La paroisse de Kerlouan faisait partie de l'archidiaconé de Kemenet-Ily relevant de l'évêché de Léon et était sous le vocable de saint Brévalaire. Elle avait comme trève Lerret, dit aussi An Erret, dont l'église était la chapelle de Saint-Seni, disparue. Elle est issue d'un démembrement de la paroisse primitive de Plounéour-Trez.
Le toponyme provient du breton ker (= village) et de saint Louan, moine ermite d'origine irlandaise, connu au Pays de Galles sous le nom de saint Llywan. Ce nom louan est transcrit pour la première fois en 1505[réf. nécessaire]. Saint Louan a aussi donné son nom à Poullaouen ainsi qu'à un hameau de Riantec.

### Moyen Âge
La chapelle Saint-Sauveur, ou Kersalvator, dont l'existence est attestée en 1477 (le calvaire situé à proximité porte cette date), était réservée aux 200 cakous du hameau de Saint-Sauveur.
Parmi les familles nobles de Kerlouan, la famille Baron a donné naissance à un juriconsulte, Éguiner-François Baron (né vers 1495 à Saint-Pol-de-Léon, mort le 22 août 1550), professeur de droit à Angers, Poitiers, puis Bourges, qui publia plusieurs ouvrages juridiques en langue latine.

### Époque moderne

#### Les manoirs et familles nobles
L'ancienne paroisse de Kerlouan possédait de nombreux manoirs dont certains sont encore visibles. Le manoir de Kerisquillien, situé non loin de la mer, possédait une chapelle connue autrefois sous le nom de "Chapelle de la Vierge Marie" disparue depuis longtemps. Le manoir de Keryvois (Kerivoas), construit au XVIe siècle, était fortifié de deux grosses tours reliées par une courtine. Un autre manoir est encore visible, celui de Kérénès. Celui de Pen ar meas a été fortement modifié au début du XXe siècle mais possède encore des éléments d'origine. Il existait à Tromelin un manoir dont ne subsistent que quelques éléments épars.
De nombreux nobles ont résidé à Kerlouan. Les montres et réformations de la noblesse des XVe et XVe siècles citent des familles, soit résidentes, soit possessionnées en cette commune. Ainsi l'on trouve les anthroponymes suivants : de Kersaintgily, Gourio, de Kerlouan, le Baillif, Carn, Kerdanet, Coëtjunval, le Barbu, etc.
Les archives ont gardé la trace de Guéguen Kerlouan, qui vivait en 1365, qui eut un fils, Alain de Kerlouan, marié avec Péronelle de Coëtivy (Coetivi), et qui habitait le manoir de Brenbuzual (actuellement Brondusval, dans la commune de Plouider). Leur fille Adélice (Adeline) de Kerlouan épousa en 1392 Tanguy de Parcevaux, seigneur de Mézarnou en Plounéventer.

#### Les épidémies
Une épidémie de fièvre typhoïde sévit dans le Léon, frappant particulièrement Kerlouan à partir de 1758 où elle règne en permanence, faisant 88 morts en 1775 et culminant en 1776 : en 8 mois, la maladie emporte cette année-là 980 personnes à Kerlouan et dans les six paroisses voisines ; la prédication du jubilé, l'affluence des pèlerins dans l'église empestée de Kerlouan ranimèrent l'épidémie. Pendant les premiers mois de 1777, elle devint plus meurtrière que jamais. L'épidémie frappait particulièrement les paysans aisés, qui affectaient de braver les conseils des médecins. « Bien loin d'exécuter ce qu'on leur recommande, ils se moquent de ce qu'on leur dit, jusqu'à railler et insulter leur recteur en chaire, lorsqu'il cherche leur conservation. (...) Ce qui augmente la désolation, c'est que les chefs de famille meurent, et qu'avant que les mineurs soient pourvus, ils seront ruinés par les droits de greffe. Je crois que la culture des terres s'en ressentira » écrit le subdélégué de Lesneven. La fièvre typhoïde reparaît plusieurs fois encore à Kerlouan entre 1787 et 1789, y ayant un caractère plus ou moins endémique.
Le même subdélégué de Lesneven écrit en 1776 : « La maladie règne toujours dans la paroisse de Kerlouan ; elle est même plus mortelle qu'elle ne l'était au commencement. Le curé de cette paroisse qui, depuis que l'épidémie règne, n'avait pas passé vingt nuits dans son lit, étant sans cesse occupé, soit à confesser ou à administrer les sacrements, mourut mercredi dernier, regretté de tout le monde et victime de son zèle. Le recteur est seul prêtre, ses curés étant morts. Il y a deux malades chez lui et il craint singulièrement de le devenir ».
« En entrant dans l'église de Kerlouan, je fus si fort frappé de l'odeur [engendrée par la putréfaction des cadavres, les morts étant alors enterrés dans l'église] que je fus obligé d'en sortir sur le champ » écrit un témoin en 1776, après une épidémie de typhoïde.
L'église de Kerlouan (c'était à l'époque l'actuelle chapelle Sainte-Anne) était particulièrement insalubre en raison des inhumations qui se faisaient, selon la coutume, à l'intérieur même de l'église, en dépit des interdictions dont les fidèles ne tenaient aucun compte, ce que constate un arrêt du Parlement de Bretagne en date du 17 octobre 1776 : « La plupart des actes de sépulture portent que le corps a été inhumé dans l'église paroissiale de Kerlouan par les parents ou amis, pendant que le recteur et le clergé ont chanté les prières accoutumées près de la fosse [qui restait donc vide] dans le cimetière ». Le même subdélégué de Lesneven écrit : « En rentrant dans l'église, je fus si fort frappé par l'odeur que l'on sent, que je fus obligé de sortir sur-le-champ. On n'enterre ce pendant plus dans cette église depuis environ trois semaines, mais cette odeur subsistera probablement longtemps encore. Je recommandai à M. le Recteur d'exhorter ses paroissiens à ne pas prier dans les cimetières, et de veiller à ce que les fosses eussent au moins cinq pieds ». Malgré l'infection, les paysans continuent d'affluer dans leur église ; chaque office amène une recrudescence du fléau. Le même subdélégué écrit quelques jours plus tard : « Cette vapeur cadavéreuse qui règne toujours dans l'église de Kerlouan est bien propre à entretenir le mal. J'envoyai samedi dernier un paquet de résine et de soufre au recteur pour y brûler et par ce moyen diminuer l'odeur insupportable qu'on y sent ». Malgré ses efforts, l'église resta plusieurs mois empestée et l'épidémie conserva longtemps sa violence.

#### La réputation d'être des naufrageurs
Longtemps, Kerlouan et l'ensemble du Pays pagan ont eu la réputation, probablement exagérée, d'être des naufrageurs ; un auteur non précisé écrit par exemple en 1901 : « Pendant plusieurs siècles et jusqu'à ce que Louis XIV réprimât leurs sinistres exploits, Lannilis, Kerlouan, Guissény, Kertugal [Pontusval], Plounéour et bien d'autres lieux ne furent que des repaires de naufrageurs. Tous les hommes y étaient associés pour conspirer la perte d'autres hommes. (...) Les habitants étaient plus à craindre que les écueils parmi lesquels, le couteau au poing, ils guettaient les épaves et les naufragés ».
Gustave Geffroy parle encore en 1905 ce pays « des naufrageurs », évoquant « ces récits que l'on fait des anciens de Kerlouan attachant aux cornes de leurs vaches des lanternes ou des torches qui attiraient la nuit vers les récifs les vaisseaux incertains de leur route. Ils pillaient l'épave, dépouillant les gens, achevaient les naufragés, tranchaient à coup de dents les doigts des cadavres pour s'emparer plus vite de leurs bagues. De vrais loups de grève, s'il y a du vrai dans ces récits. Il y en a sans doute, il y a aussi une généralisation de méfaits particuliers. Le comte Hervé de Léon ne se flattait-il pas de posséder une pierre plus précieuse que tous les joyaux connus : il parlait d'un rocher où se fracassaient les navires dont il recueillait les dépouilles. Les pauvres diables, eux, se contentaient du « bris de mer » (...). Une tempête fructueuse s'appelait « une visite de Dieu », selon l'expression de Grégoire de Rostrenen ».
Il poursuit : « Dans ce temps-là, les hommes de la côte de Léon portaient des cheveux longs par derrière et par devant, rasés sur le sommet du crâne qu'ils coiffaient, pour travailler, d'une toque à houpille rouge comme celle des enfants de chœur».

#### Kerlouan à la fin duXVIIIesiècle
Selon Jean-Baptiste Ogée, à la fin du XVIIIe siècle, Kerlouan était alors peuplé de 1 600 "communiants" (personnes en âge de communier) ; il ajoute : « Son territoire est fertile en grains de toutes espèces et en lin. C'est un pays excellent et très agréable. Il est borné au nord par l'océan [en fait, la Manche] et au sud par un bras de mer qui remplit plusieurs grands étangs sur lesquels sont des moulins à eau ».
Un rôle des contributions de 1737 énumère les hameaux suivants à Kerlouan : Lestenguet, Lezerider, Keryot, Le Theven, Le Croazou, Kerizouarn, Saint-Trégarec, Le Goaz, Kerliver, Kerchuern, Cleuzmeur, Kersalvator, Tréguinec, Lerret (trève).
En 1759, une ordonnance de Louis XV ordonne à la paroisse de Querlouan [Kerlouan] de fournir 47 hommes et de payer 308 livres pour « la dépense annuelle de la garde-côte de Bretagne ».
En 1774, le recteur de Kerlouan, dans le cadre de l'enquête sur la mendicité dans le Léon effectuée à la demande de Jean-François de La Marche, écrit : « Il y a environ quarante-cinq mendiants domiciliés dans cette paroisse. Le nombre des habitants aisés dépasse des deux tiers celui des mendiants. Il y a plusieurs causes de la mendicité dans cette paroisse : la cherté du blé et du lin a augmenté considérablement le nombre des mendiants. Le défaut de travail pendant l'hiver oblige plusieurs à mendier et qui se passent d'aumône pendant l'été par le moyen de leurs journées (...) ».
Ente 1775 et 1777 Kerlouan et les paroisses avoisinantes furent frappés par une épidémie de fièvre typhoïde qui fit 88 morts à Kerlouan en 1775. La violence du fléau paru s'apaiser en septembre, mais pour renaître en février 1776. En 8 mois la maladie enlève 980 personnes à Kerlouan et dans les six paroisses voisines. Au mois d'octobre le fléau diminue. La prédication du jubilé, l'affluence des pèlerins dans l'église empestée de Kerlouan ranimèrent l'épidémie. Pendant les premiers mois de 1777 elle devint plus meurtrière que jamais. « Si ce fléau dure encore quelque temps, je crois que ce canton sera entièrement ravagé » écrit le subdélégué de Lesneven.
En 1786, les prêtres de Kerlouan, un recteur et deux vicaires, percevaient de leurs paroissiens la dîme à la 36e gerbe, une autre dîme dite des novales sur les terres nouvellement défrichées, ainsi que les premices consistant en deux brassées de gerbes par ferme prises sur l'aire à battre, ce dont les paroissiens se plaignaient, les petites fermes payant autant que les grandes. Par ailleurs, la chapelle Saint-Egarec était, selon Jean-Marie Abgrall, « l'un des bénéfices les plus considérables du Léon » ; son titulaire était en 1777 l'abbé Barbier de Lescoët, chanoine comte de Lyon, dont les ancêtres avaient habité le château de Kerjean et dans le château de Kerno en Ploudaniel.

### Révolution française
Selon la loi du 12 septembre 1791, Kerlouan devint une succursale de la paroisse de "Plounéourrés" (Plounéour-Trez), mais cela ne fut que temporaire.
En mars 1793, Kerlouan fit partie, avec Plounéventer, Ploudaniel, Guissény et Plouguerneau, des communes condamnées à payer en tout 40 600 livres de dédommagement pour s'être rebellée contre le gouvernement républicain (Kerlouan eut à payer 5 000 livres).
Le 25 germinal an II (14 avril 1794), un lundi, jour de marché, deux prêtres réfractaires trouvés alors qu'ils étaient cachés à Kerlouan, le premier chez un cultivateur, François Le Gac, le second chez un autre cultivateur, Guillaume Abautret, furent guillotinés à Lesneven. La sentence est "justifiée" ainsi par le tribunal révolutionnaire : « Tous les deux sont convaincus d'êtres prêtres non assermentés et comme tels avoir été sujet à la déportation. En conséquence, ordonne que les dits Jean Habasque et Guillaume Peton seront livrés dans les 24 heures à l'exécuteur des jugements criminels pour être mis à mort sur la place du marché public de Lesneven ».
- Jean Habasque, 42 ans, né au terroir de Keraigen en Kerlouan le 25 janvier 1752. Il est arrêté à Kerlouan le 28 mars 1794.
- Guillaume Peton, 41 ans, né à Plourin-Ploudalmézeau en 1753, demeurant à Saint-Thégarec, commune de Kerlouan. Devenu prêtre le 28 mars 1789, puis prêtre de Kerlouan, il est arrêté le 28 mars 1794.

### LeXIXesiècle

#### La fréquentation de la chapelle Saint-Egarec
Cette chapelle, dite aussi chapelle Saint-Thégarec, était encore très fréquentée en 1806 ; le recteur de Kerlouan écrit alors à l'Évêque de Quimper et de Léon : « La chapelle de Saint-Thégarec est en grande vénération et très fréquentée par les pèlerins de toute part. Elle mériterait d'être ouverte pour entretenir la dévotion des fidèles ». Son pardon se déroulait le 3e ou 4e dimanche de juin et « avant la Révolution, c'était l'usage d'y aller en procession chanter la messe et les vêpres ».

#### L'échouage d'un cachalot en 1809
Le Journal de l'Empire rapporte l'anecdote suivante (orthographe respectée) :

« Le 6 de ce mois [septembre 1809], un poisson cétacé fut trouvé sur la côte de Guissigny [Guissény], et traîné sur celle de Kerlouan par les habitans de cette commune, dans le lieu-dit Pors-Laër. Ce poisson (...) étoit le cachalot cylindrique de Bonaterre ou le physalus cylindricus, décrit par M. de Lacépède. Il avait vingt-deux mètres de longueur et cinq mètres de diamètre. C'était une femelle pleine (...). Un pharmacien de la marine a été envoyé sur les lieux, mais il est arrivé trop tard, les habitans s'étoient déjà partagé cet énorme poisson (...) Les habitans riverains auroient dû se rappeler que les objets d'une valeur réelle que la mer jette sur le rivage appartiennent au gouvernement ; ils auroient dû d'abord prévenir les autorités locales (...). »

#### La tempête de décembre 1817 et le naufrage de l'Indian
Jacques Boucher de Perthes indique que dans la nuit du 9 au 10 décembre 1817 six bateaux auraient été victimes des éléments déchaînés entre Roscoff et l'Aber-Wrac'h et que plus de 450 marins et passagers seraient morts dont 193 à bord de l' Indian, un trois-mâts transport de troupes anglais, qui se serait échoué à hauteur de Plouguerneau (143 corps furent rejetés à la côte). Ce témoignage de Jacques Boucher de Perthes était toutefois contesté, aucun autre témoignage des faits qu'il relate n'existant et aucune autre trace historique de l'existence de l' Indian n'ayant été trouvée. Toutefois, en 1992, un plongeur de Kerlouan a trouvé quelques vestiges de l'épave près des rochers de Karrek Hir en Kerlouan permettant d'identifier ce navire, un trois-mâts anglais de 500 tonneaux qui partait prêter main-forte aux révolutionnaires vénézuéliens en lutte contre le gouvernement espagnol.

#### Le ramassage du goémon

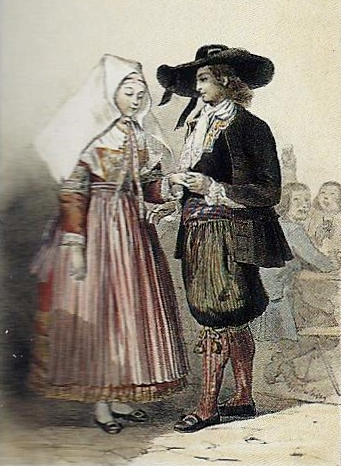
Mariés de Kerlouan (lithographie de l'album Galerie armoricaine publié en 1844-1846 ; dessin de François Hippolyte Lalaisse).

L'activité goémonière fut longtemps très importante ; elle était réglementée comme l'indique ce texte datant de 1852 :

« (...) Il y a beaucoup de roches à goémon, particulièrement à Kerlouan et à Plounéour-Trez. On fait habituellement deux coupes : celle du goémon noir vers la fin d'avril ; celle du lacet, taly, corré ou goémon jaune en septembre et octobre. Les conseils municipaux désignent des gardes goémonniers, qui assignent à chaque maison ou famille l'emplacement où elle pourra couper à volonté dans le temps indiqué. Depuis un temps immémorial, les grèves se partagent par feux. »

Beaucoup plus tard, en 1939, Yvonne Pagniez, dans un roman, Pêcheur de goémon, a décrit la vie des goémoniers de Plouguerneau, l'Aber-Wrac'h et Kerlouan coupant le tali, « ce goémon particulièrement riche en iode, dont le thalle brun et lisse, froid au toucher comme une eau de batracien, peut atteindre plusieurs mètres de longueur », à l'aide d'une faucille emmanchée d'un long bâton, le retour des barques, les charrettes attendant sur la plage pour emporter la cargaison d'algues, les chevaux entrant dans l'eau jusqu'au poitrail, la récolte du goémon d'épave après les tempêtes qu'il est interdit de ramasser avant que « les phares n'aient éteint leurs feux », l'opération qui consiste à brûler, sur des foyers de fortune, le goémon, pour en recueillir les cendres dont les usines se chargeront d'extraire l'iode.

#### La construction de l'église Saint-Brévalaire
Le Conseil municipal de Kerlouan, après que le Conseil de fabrique eût émis un vœu analogue le 27 novembre 1859, déclare le 4 décembre 1859 : « Considérant que l'église actuelle est insuffisante aux besoins de la population, qu'elle menace ruines, qu'elle est insalubre, tant par manque d'élévation que par l'abaissement de son sol qui se trouve en contrebas des terres du cimetière dont l'exhalation pénètre dans son intérieur, considérant qu'il est impossible de songer à son agrandissement, attendu que le cimetière dans lequel elle se trouve est déjà trop exigu pour les inhumations (...), le conseil émet le vœu qu'une nouvelle église soit construite dans la commune de Kerlouan ».
Une souscription faite auprès des paroissiens rapporta 11 072 francs, ce qui aida à financer la construction de la nouvelle église. Elle fut consacrée le 30 août 1865 par Sergent, évêque de Quimper et Léon.

#### L'épidémie devariolede 1864
En 1864, 1 517 cas de variole sont recensés dans le département du Finistère, dont de nombreux cas dans le canton de Lesneven :

« La variole a fait de nombreuses victimes dans plusieurs communes du canton : Plouider, Ploudaniel et Kernouës ont été les communes les plus éprouvées : les cas de mort y ont été nombreux. Plounéour-Trez, Kerlouan, Goulven ont eu aussi beaucoup de malades, mais la mortalité y a été moins sensible. »

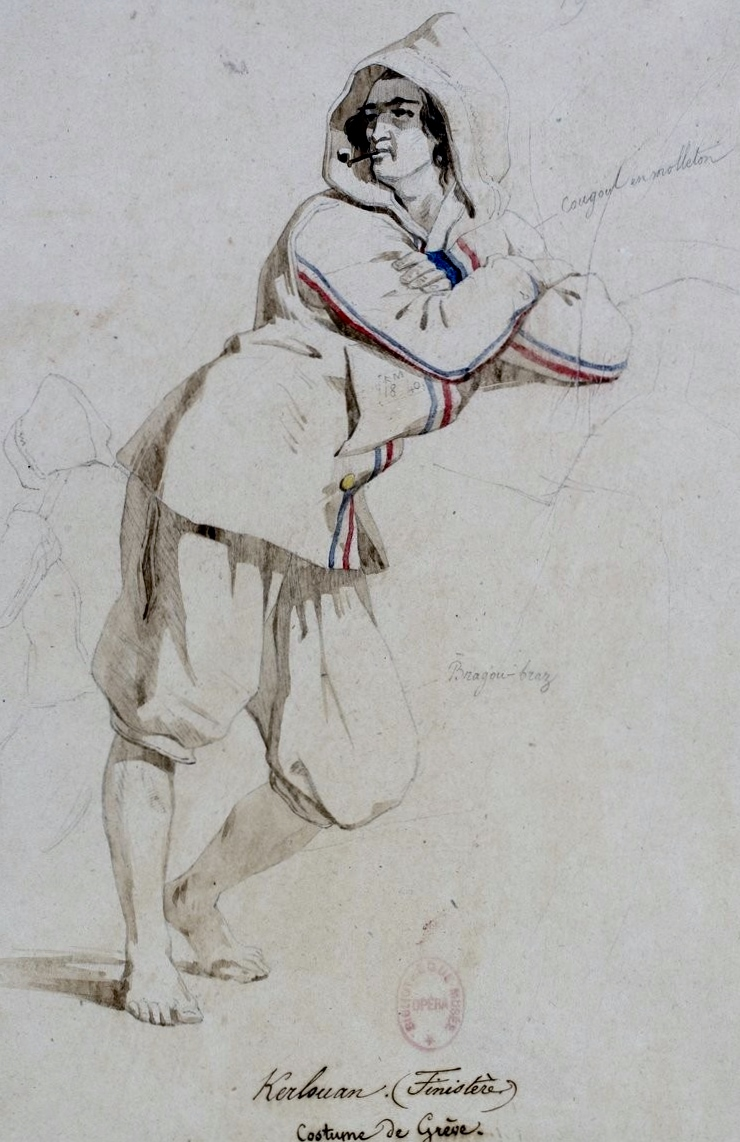
Habitant de Kerlouan en costume de grève (dessin anonyme, 1849)
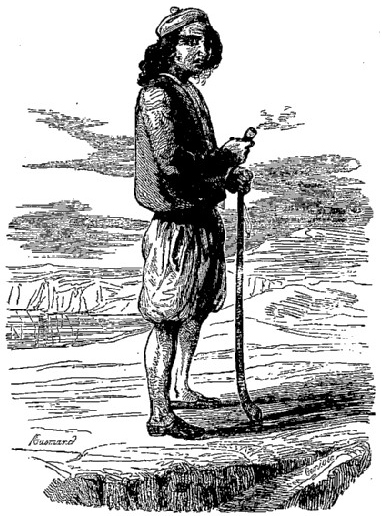
Habitant de Kerlouan vers le milieu du XIXe siècle (dessin d'Alfred Géniole)
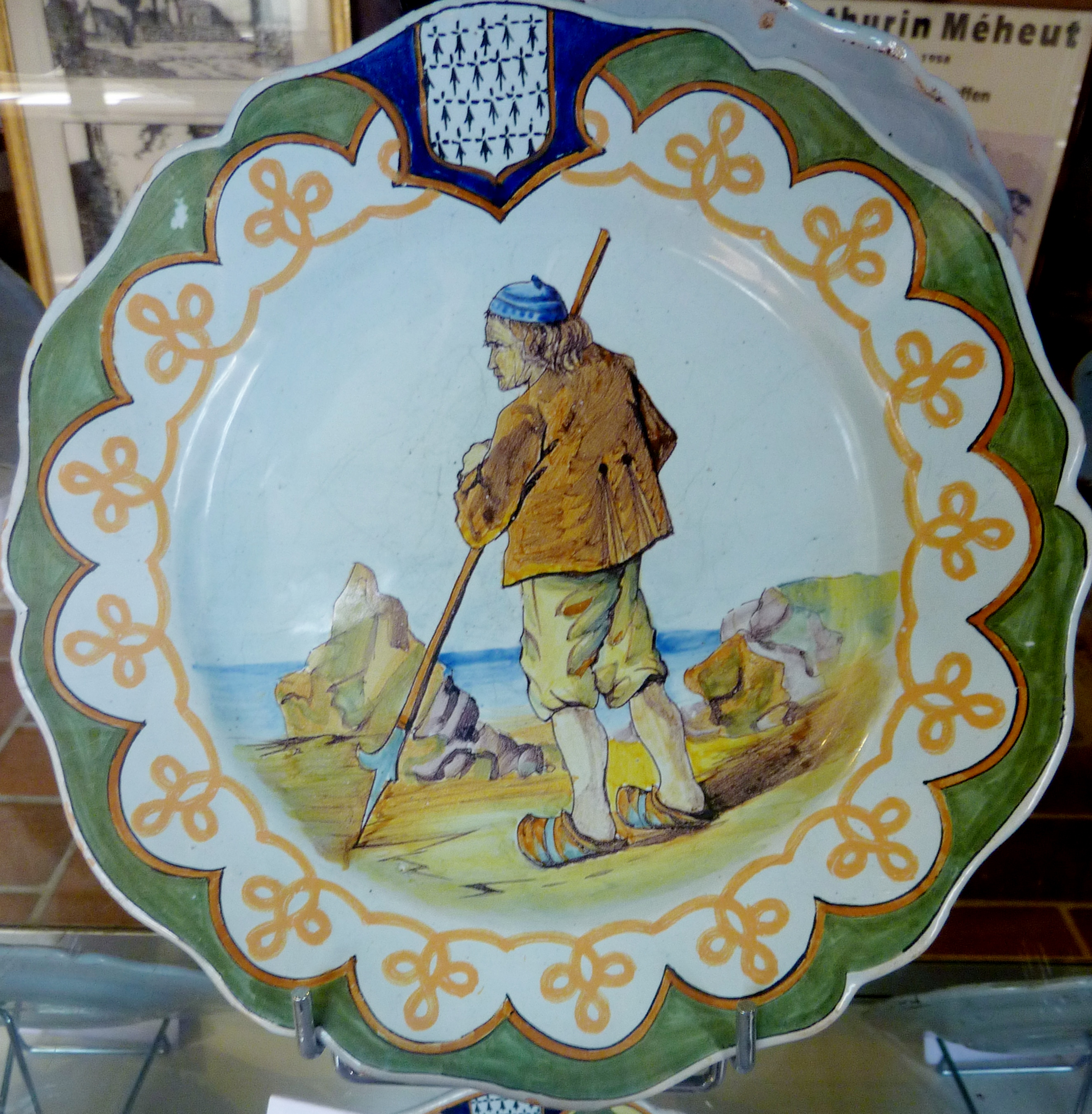
Faïence de Quimper : Homme de Kerlouan (musée de Locronan)
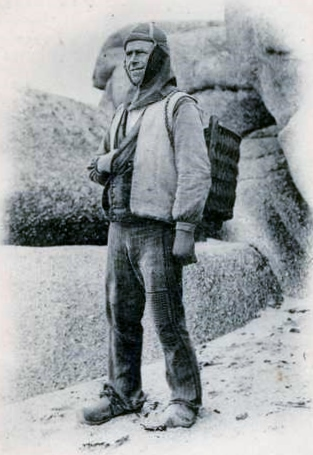
Pêcheur de la région de Brignogan - Kerlouan attendant l'heure de la marée (carte postale, collection Villard, fin XIXe siècle)

#### La compagnie des pêcheries des grèves de Kerlouan

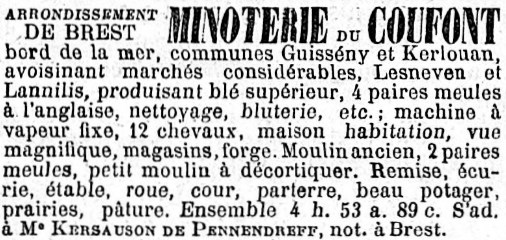
Annonce de la vente de la minoterie du Couffont (Couffon), située sur le Quillimadec, à la limite des communes de Guissény et Kerlouan (Journal Le Figaro du 21 juin 1878).

La société en commandite par action De Ranglandre et Cie, dite "Compagnie des pêcheries des grèves de Kerlouan" existait à Kerlouan pendant la décennie 1870. En 1881, un procès oppose la commune de Kerlouan à Mr de Ranglandre, accusé d'occupation indue, à propos de la propriété des dunes de Kerlouan situées entre le Louch-an-Dreff et la mer et en confirme la propriété communale, condamnant donc le sieur de Ranglandre, attendu que ces terrains « en l'absence de toute clôture spéciale (...) sont toujours restés et subsistent encore à l'état de vagues et servent aux habitants, soit pour faire pacager leurs bestiaux, soit pour faire brûler leurs goémons et varechs ». Le même Mr de Ranglandre demanda en 1878 le droit d'exploiter une source d'eau minérale sulfureuse jaillissant dans sa propriété à des fins médicales, source découverte lors du creusement d'un vivier destiné à recevoir les crustacés dont la "Société des pêcheries de Kerlouan" fait principalement commerce.

#### La surtaxe sur l'alcool à l'octroi de Kerlouan
La demande de prorogation d'une surtaxe sur l'alcool, qui était déjà en vigueur antérieurement, à l'octroi de la commune de Kerlouan, provoqua le 5 février 1870 un débat à la Chambre des députés au cours duquel le député Monjaret de Kerjégu, qui soutint la demande, déclara que le maintien de cette surtaxe, qui avait antérieurement permis de construire une école de garçons et de restaurer l'église, allait permettre de construire une école de filles et une mairie. Cette demande fut finalement acceptée par 145 voix contre 54.

#### Naufrages et persistance de la tradition du droit de bris

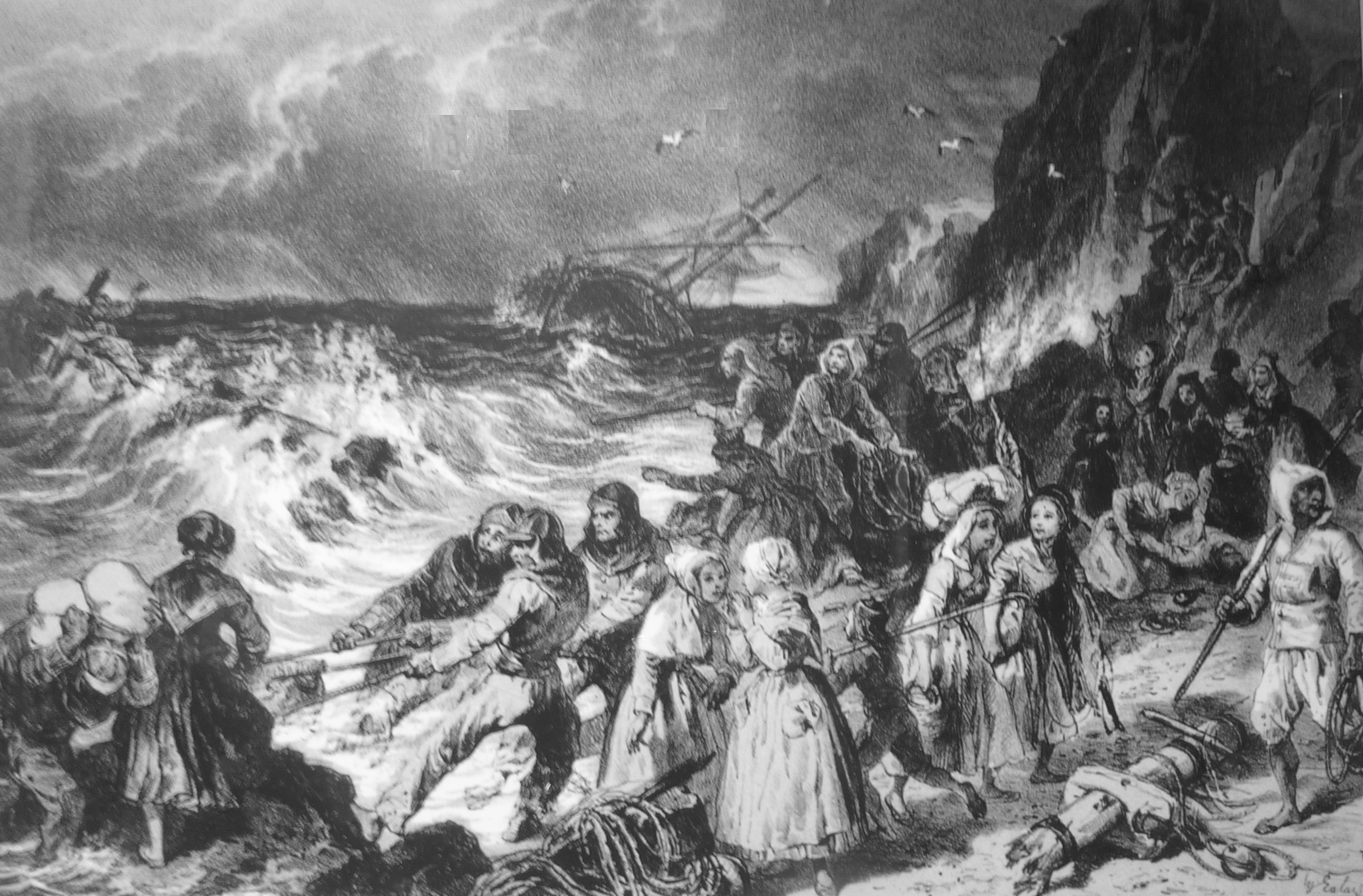
Scène de naufrage au pays de Kerlouan (gravure de François Hippolyte Lalaisse, Musée départemental breton de Quimper).

Le 4 juin 1850, une embarcation montée par onze personnes de la commune de Kerlouan, qui allaient cueillir du goémon sur les rochers de Carreg-Hir, chavira à quelques centaines de mètres de la côte ; deux personnes furent noyées.
Le 11 juin 1876, le bateau La Fanny, de Kerlouan, est submergé par une lame de fond ; le naufrage fait 3 morts parmi les quatre marins à bord en dépit des secours effectués par un pilote de Pontusval, Yves Le Gall.
Le 19 novembre 1881, la goélette norvégienne Gulos Hana, venant de Glasgow chargée de charbon, s'échoue dans les brisants de Kerlouan et est abandonnée par son équipage qui est sain et sauf.
Le 20 novembre 1882, le canot de sauvetage de Pontusval sauve les membres de l'équipage d'une goélette échouée sur les brisants de la côte de Kerlouan.
La tradition du droit de bris subsistait : le 1er février 1840, le journal L'Armoricain écrit :

« Le naufrage du navire Le Jacques, de Calais, a réveillé dans la population de Guissény et de Kerlouan tous les instincts sauvages que déjà malheureusement nous avons eu bien des fois à stigmatiser. Non seulement les débris du navire et sa cargaison de tabac, dispersés sur une étendue de côte assez considérable, ont été pillés avec une inconcevable effronterie (une dixaine (sic) des pillards viennent d'être écroués au château de Brest), mais les effets même des hommes de l'équipage qui avaient échappé par miracle et presque nus à la mort, n'ont pas été non plus épargnés. »

En 1854 Alfred de Courcy écrit : « Il n'est pas encore facile de persuader [les] riverains de Kerlouan et de Guissény que les débris ou le chargement d'un navire échoué ne sont pas la propriété légitime du premier occupant ; c'est pour eux un principe d'équité naturelle ; le prêtre et le procureur du roi y ont souvent perdu leurs sermons et leurs réquisitoires ».
Dans la nuit du 3 au 4 février 1889, le vapeur La Vendée, chargé de vins et d'eaux-de-vie, vint se briser sur la côte. Le lendemain, on retrouva sur le rivage des grappes d'hommes, de femmes et d'enfants qui, presque ivre-morts, buvaient aux tonneaux qu'ils avaient défoncés.
Le 5 octobre 1900, le Saint-Jean, un bateau de pêche de Kerlouan, en difficulté à six milles au nord de Pontusval fut sauvé, ainsi que son équipage formé de trois hommes, pris en remorque par le canot de sauvetage Marie-Thérèse, du port de Pontusval.

#### L'école de hameau de Saint-Égarec
Fin XIXe la construction de 67 écoles de hameaux a été autorisée dans le Finistère par deux décrets :
- Le décret du 25 octobre 1881 qui a délégué une subvention pour 18 écoles de hameaux sur l'arrondissement de Quimperlé ; toutes ont été bâties.
- Le décret du 14 mars 1882 qui a délégué une subvention pour 50 écoles de hameaux sur les quatre autres arrondissements du département (Brest, Châteaulin, Morlaix, Quimper) à choisir dans les communes « dont le territoire est le plus étendu et les ressources les plus restreintes » ; 49 ont été bâties dont 1 à Kerlouan (Saint-Égarec)[75].

#### La révocation d'un maire en 1882
Le 6 décembre 1882, un décret du Président de la République révoque le maire de Kerlouan, Yves Uguen, qui avait refusé d'installer dans ses fonctions un instituteur laïque nommé en remplacement d'un Frère qui avait abandonné son poste. Le même maire, réélu, fut suspendu de ses fonctions en juillet 1883 pour avoir prescrit la fermeture des débits de boissons pendant les offices religieux.

#### L'affaire de la "Sœur de Kerlouan"
Sur plainte de l'Ordre des médecins de Brest, une religieuse, sœur Saint-Géronce, des Filles de la Sagesse, fut poursuivie en 1896 devant le tribunal correctionnel de Brest pour exercice illégal de la médecine et de la pharmacie. Elle exerçait depuis une trentaine d'années, appelée initialement en 1864 par le maire d'alors ; elle pratiquait même de petites opérations chirurgicales. L'affaire suscita des polémiques entre les journaux républicains et les journaux cléricaux. Elle ne fut condamnée qu'à une peine de principe.

### LeXXesiècle

#### La vie à Kerlouan au début duXXesiècle

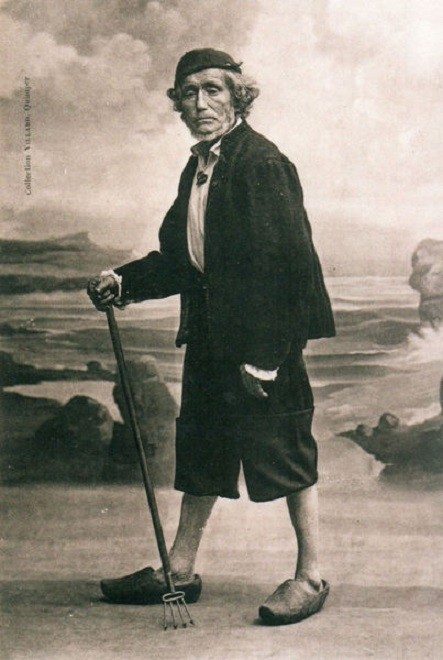
Goémonier de Kerlouan vers 1920

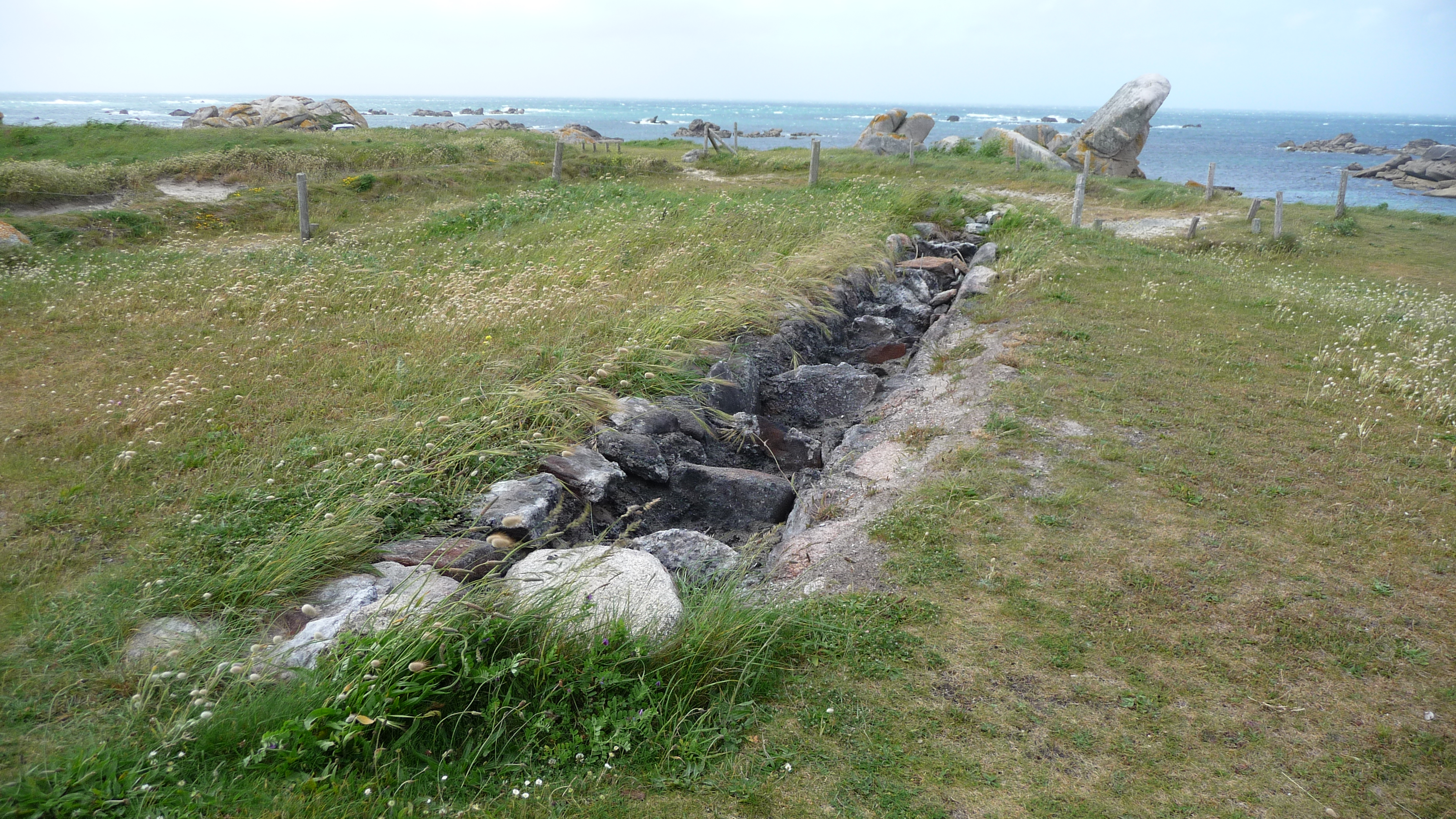
Le four à soude de Meneham (on y brûlait le goémon)

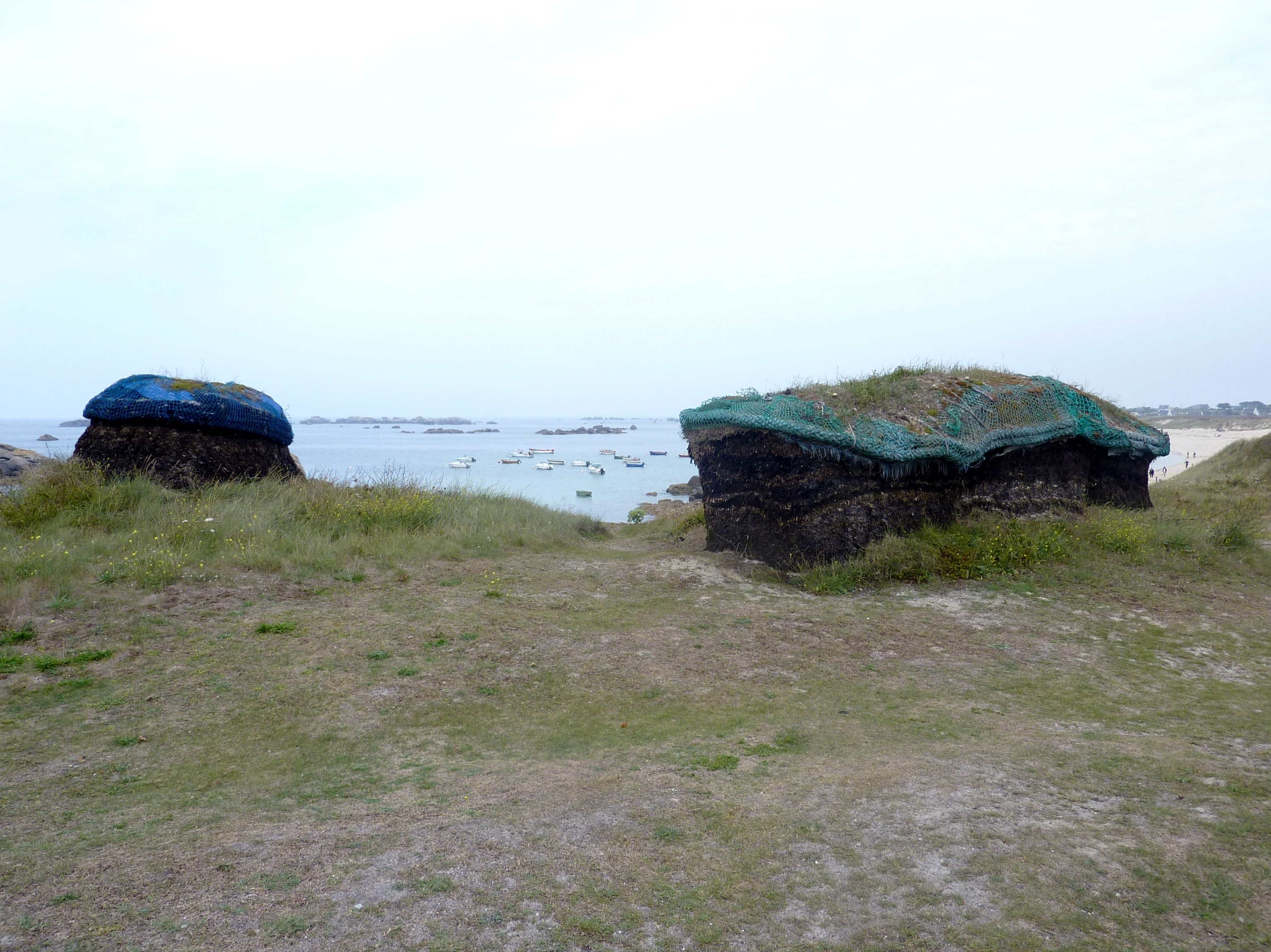
Meneham : tas de goémon en train de sécher

A. Ferrand relate la vie à Kerlouan au début du XXe siècle que lui décrit dans des lettres que lui envoie un de ses amis, resté anonyme, qui loue une chambre aménagée sommairement dans un grenier chez la famille Maout, une famille de paysans-pêcheurs du hameau de Poulfeunteun (Poul Feunteun), dans un long article publié dans le "Bulletin de la Société académique de Brest" en 1904 : « Le pays est le même jusqu'au Conquet : des dunes plates, crevées de roches grises, qui suivent la mer et larges d'une cinquantaine de mètres, et puis es champs, de lande d'abord, de betteraves ou de blé ensuite, et de plus en plus verdoyants au fur et à mesure qu'on s'éloigne de l'Océan, et que diminue la morsure du vent maritime. Dans ces champs, et assez loin pour ne pas être trop éventées, quelques maisons, une demi-douzaine, plantées sans ordre, sur le bord de ces petits chemins à ornières, qui serpentent dans nos campagnes. C'est tout ça Poulfeunteun (...). ». Parlant des huit membres composant cette famille, il ajoute : « Si tu voyais manger ces huit individus ! Chacun d'eux avale une écuelle de soupe, du fard, du lard, c'est effrayant la quantité de nourriture qu'ils engloutissent à grands coups de mâchoires, les coudes sur la table. (...) La grève est ici le principal personnage de la vie : avant le curé, avant la terre, avant tout. On vit par la grève, on vit sur la grève. (...) Toute cette population, ces milliers d'homes, ne vivent que de la grève. Elle les nourrit, les chauffe, les abreuve, les habille quelquefois, elle leur donne tout ; elle est leur complice contre le douanier ; elle est, autant que la mer, le grand marché où leur arrive la fortune qu'ils n'ont qu'à prendre, ou le maigre salaire d'un travail infernal. ».
Dans une autre lettre écrite deux mois plus tard, le même ami écrit : « Tu connais la silhouette d'un Pagan, n'est-ce pas ? C'est un pêcheur comme un autre : fini le costume bizarre : le bonnet glaz orné de la pipe, le bragou-braz ! fini tout cela. Maintenant c'est un marin breton en vareuse ou en veste ou en blouse de toile bleue, et coiffé d'un béret quelconque. (...) Ils sont tous moitié paysans moitié pêcheurs, suivant le temps et le moment (...), mais je ne retrouve pas en eux les sauvages historiques. (...) Nous nous levons tous à 4 heures. Moi, je me lave dans un seau d'eau, eux n'ont pas le temps ; puis nous allons à la grève ramasser le goëmon. (...) On arrache les herbes avec de grands râteaux, on les met en tas sur la dune pour sécher, le plus souvent on est dans l'eau jusqu'aux épaules, ce n'est pas chaud. Ensuite on rentre à la maison pour déjeuner. De la soupe aux pommes de terre ! Nous sommes loin du chocolat ! Mais ça donne plus de forces pour travailler aux champs jusqu'à onze heures où on déjeune d'une platée de bouillie de blé noir ou de pommes de terre, avec du lait. (...) [Le gouter est à] trois heures, encore de la soupe. Après, je vais me promener ou aider à rentrer les bêtes. À sept heures, on dîne comme on a déjeuné et à huit heures, tout le monde est au lit. Et ce coucher pèle-mêle ! Ils sont huit dans quatre lits-clos (...) Les femmes ont des chemises fermées comme des portes de prison et, en plus, ne tirent leurs jupes que dans leur lit bien clos. En fait de mœurs, nous y sommes, c'est patriarcal. (...) ».
Dans d'autres lettres, le même ami évoque la manière dont se déroulaient les demandes en mariage, les fiançailles, les mariages, les décès et les enterrements, etc., à Kerlouan à cette époque

#### Ledroit de briset le naufrage duVesperen 1903

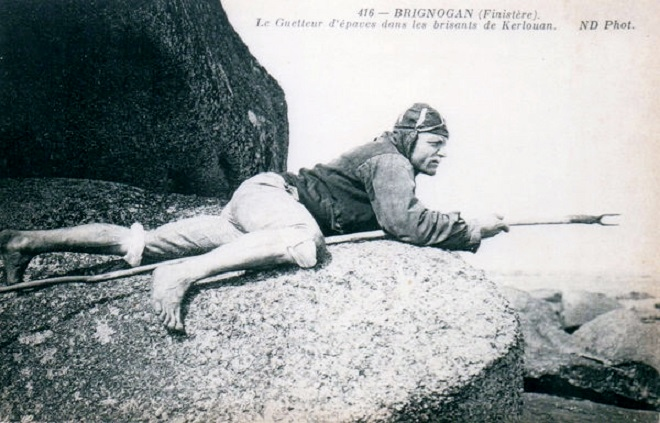
Le guetteur d'épaves dans les brisants de Kerlouan (carte postale ND Photo, début XXe siècle)

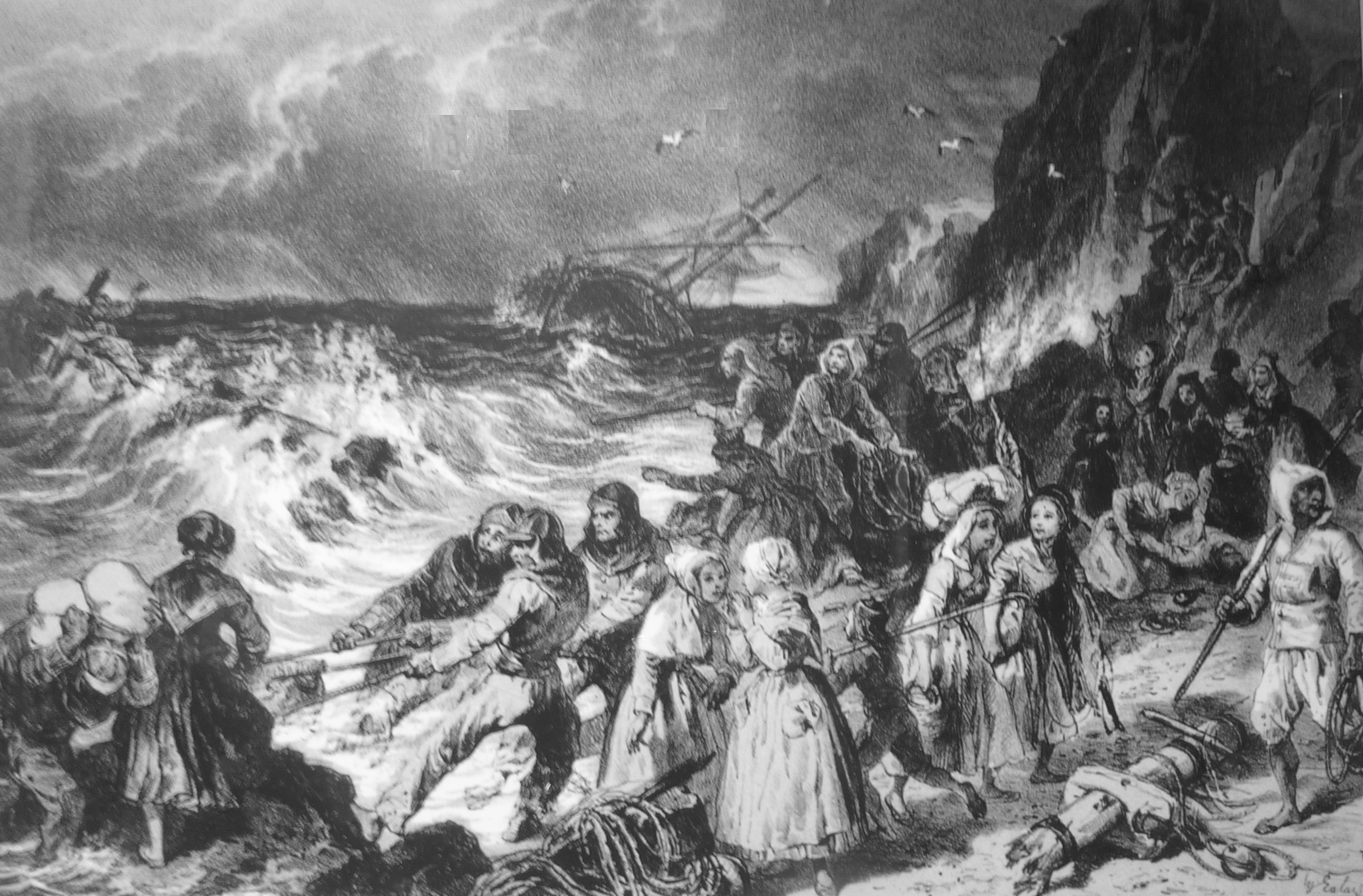
Scène de naufrage au pays de Kerlouan (gravure de François Hippolyte Lalaisse, Musée départemental breton de Quimper)

Le journal La Lanterne raconte ainsi une scène consécutive au naufrage du Vesper le 2 novembre 1903 sur les rochers d'Ouessant (des fûts de vin, que contenait le navire, dérivent jusqu'à Kerlouan et les pêcheurs locaux ne se privent pas d'user du droit de bris) :

« À Kerlouan, les choses prirent une tournure comique. Un fût ayant été trouvé sur la grève, il fut éventré  ; et comme les pêcheurs n'avaient pas de récipients, ils burent à pleins sabots. À Landéda, il y avait une noce. On mit deux fûts en perce, et le soir toute la noce était ivre. Bref, toute la contrée se grisa pendant huit jours. »

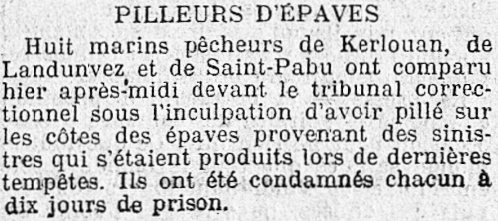
Pilleurs d'épaves condamnés en 1910 (journal L'Univers).

Mais Kerlouan n'est pas, ou n'est plus, à cette date le pays des naufrageurs :

« Je suis arrivé ici bourré de légendes, convaincu que Kerlouan était le nid des pilleurs, j'en doute maintenant. En somme, nous n'avons aucun renseignement précis. Et puis, il faudrait s'entendre sur ce mot : pilleur d'épaves. Si c'est l'individu qui garde pour lui ce qu'il trouve en mer, ou sur la grève, oui, ils le sont tous ici, et je les approuve. Si c'est l'homme qui attirait les navires à la côte les nuits de tempête et massacrait les naufragés, on n'en trouve plus de trace. Oui je connais les histoires. Le pêcheurs allumaient des feux, mettaient des lanternes aux cornes des vaches dont les pas imitaient le balancement d'un navire. Les marins, croyant voir devant eux un autre bateau, suivaient cette lumière et venaient se briser sur les roches. À leurs appels au secours les pilleurs répondaient joyeusement : On y va ! Ils y allaient effectivement, mais pour tuer et voler. Ces mœurs étaient plutôt sauvages ; mais réfléchit à l'époque lointaine où cela se passait, les hommes n'étaient guère tendre. Je sais bien que mes Pagans priaient saint Guevroc pour entendre mieux les cris d'appel, saint Brévalaire pour mieux voir la nuit et qu'ils promettaient à  Notre-Dame des Brisants, près de Guissény, un cordon de cire autour de sa chapelle pour qu'elle leur donne de fructueux naufrages. Je sais tout cela. Mais il n'y a là qu'une exagération criminelle du droit de bris, et nul n'a prouvé que ce fut une coutume générale en Bretagne, ni particulière (...) aux Paganis. »

#### Les autres naufrages
En février 1905, à la suite du mauvais temps, six cadavres sont rejetés à la côte à Kerlouan et dans les communes avoisinantes, laissant supposer plusieurs naufrages dont celui d'un navire de la Pacific Steam Navifgation Company. En septembre 1907, le vapeur espagnol Amboto (certains journaux de l'époque le nomment à tort Ambolo), allant de Newcastle à Bordeaux, chargé de charbon, s'échoue sur les rochers du Carréquir (Kerreg Hir) en face de Kerlouan, l'équipage fut sauvé ; le bateau resta échoué plus d'une semaine, toutes les tentatives de déséchouage restant vaines. Des habitants de Kerlouan profitèrent de cet échouage pour piller le navire, mais dix paysans et pêcheurs furent poursuivis par la justice, huit d'entre eux furent condamnés à des peines allant de un mois à six mois de prison avec sursis.
Un marin de Kerlouan, François Bellec, fit partie des victimes du naufrage du sous-marin Lutin, survenu le 16 octobre 1906 près de Bizerte.
En avril 1908, le bateau de pêche Marsouin, de Plouguerneau, sombra au large de Kerlouan : aucun corps ne fut retrouvé, ni le bateau. Le 3 juillet 1908, le vapeur italien Fratelli-Prinzi, échoué sur les roches de Kerlouan, est considéré comme perdu. Le 19 novembre 1908, le sloop Jeune-Bernardin coule près de la pointe de Kerlouan ; l'équipage est sauvé.
En novembre 1910, dix-sept cadavres de membres de l'équipage du vapeur anglais Kurdistan qui s'était perdu corps et biens sur des rochers des Sorlingues, furent trouvés en divers endroits du littoral breton, à Ouessant, à Plouguerneau, à Kerlouan, Landéda, Guissény, etc. Pour commémorer ce naufrage, le gouvernement britannique fit élever une croix sur un rocher de Plouguerneau et fit distribuer des gratifications aux marins-pêcheurs qui avaient trouvé des cadavres.
Le 27 août 1927, une lame de fond renverse, sous les yeux des touristes présents, une barque de pêche à 50 mètres de la côte ; si le patron réussit à regagner la côte, son homme d'équipage se noie dans les flots déchaînés.
Dans la nuit du 14 au 15 mai 1937, le vapeur allemand Wandsbeck, qui se rendait d'Angleterre en Turquie avec un chargement de houille, s'échoua sur un plateau rocheux dénommé Hamounn ar Roz, à deux milles nautiques de la côte de Kerlouan ; il coula par l'avant mais les 24 hommes de l'équipage furent tous sauvés, 23 étant recueillis par un autre vapeur allemand, le Sofia et le 24e par un marin-pêcheur de Kerlouan.

#### Les querelles liées à la laïcité au début duXXesiècle
Les querelles liées à la laïcité et à l'application de la Loi de séparation des Églises et de l'État, votée en 1905, ont été particulièrement vives dans le Léon au début du XXe siècle ; en voici quatre exemples qui concernent Kerlouan :
- En 1902, le décret Combes concernant la fermeture des écoles privées religieuses, dites « écoles libres » ou « écoles congréganistes », provoqua une intervention en chaire du curé de Kerlouan, l'abbé Gautier, et des manifestations à l'issue de la grand-messe et des vêpres[95]. Le père de l'institutrice communale, M. Rozeau, reçut une lettre violente contenant des menaces contre lui et sa fille ; il porta plainte[96]. Le 22 août 1903, un arrêté du Préfet du Finistère laïcise l'école tenue par les Sœurs de la Sagesse[97].
- En 1905, l'« affaire de Kerlouan » défraya la chronique de journaux : deux instituteurs-adjoints, MM. Simon et Le Bourse, sont accusés d'avoir arraché le 19 mars 1905 divers symboles religieux apposés sur les murs de l'école en dépit des lois et circulaires sur la laïcisation ; le Christ décroché aurait été brisé et piétiné ; le directeur de l'école, M. Nédélec, qui s'y opposait, aurait été insulté et frappé. Le journal La Lanterne écrit : « La population cléricale de ce bourg breton se soucie infiniment plus de ses "bons dieux" que de la loi. Aussitôt que le "crime" fut commis, l'indignation souleva les bonnes âmes, et les enfants, heureux d'une telle aventure, refusèrent d'entrer dans les classes des deux maîtres accusés d'avoir mis en pièces l'image sacrée. Les ensoutanés excitant le zèle de leurs ouailles, le scandale fut grand »[98]. Le journal L'Aurore indique que la population, de Kerlouan est très surexcitée, un habitant du hameau de Saint-Egarec tirant même un coup de revolver contre le directeur de l'école et le blessant[99]. Le 26 mars 1905, une grande procession de réparation fut organisée à Kerlouan, les débris du crucifix étant portés sur un coussin de velours[100].
- En 1907, un article parut dans le journal Ouest-Éclair sous le titre « Les crucifix des écoles » :

« C'est à une véritable rafle de crucifix scolaires que MM. les instituteurs se sont livrés pendant les vacances du Premier de l'An dans l'arrondissement de Brest, d'après les instructions de M. l'inspecteur primaire. es classes étant vides, l'opération n'a offert aucune difficulté, mais la rentrée a été mouvementée dans certaines communes. (...) À Kerlouan, l'opération du vide dans l'école dépouillée de ses Christs s'est faite d'une façon [très] radicale (...). Dès la rentrée, un certain nombre d'écoliers, en constatant que les crucifix avaient disparu, étaient immédiatement rentrés, mais la plupart n'avaient pas osé résister aux instances de leurs maîtres. Mais le lundi ce fut une autre affaire. Tous les pères et mères de famille ayant des enfants à l'école accompagnèrent ceux-ci jusqu'à l'entrée de l'immeuble scolaire. Au nom de tous, l'un d'eux parlementa avec le directeur, lui faisant expliquer comment et pourquoi avait été commis cet acte froissant la conscience des parents catholiques, et le mettant finalement en demeure de replacer les christs. Sur le refus du maître d'école, les parents ordonnèrent à leurs enfants de prendre leurs livres et cahiers, et de s'en retourner chez eux, ce qui fut fait en un clin d'œil. »

- Le 14 janvier 1910, le Préfet du Finistère annule une délibération du Conseil municipal de Kerlouan qui demandait le remplacement du manuel d'histoire Guyot par celui d'un auteur non mis à l'index par l'épiscopat[102].

En 1937, l'école publique de garçons de Kerlouan, qui comptait 150 élèves, se vida de presque tous ses élèves (ils n'étaient plus que trois) en raison de l'ouverture d'une école privée catholique.

#### La Première Guerre mondiale
Le monument aux morts de Kerlouan porte les noms de 114 soldats et marins morts pour la France pendant la Première Guerre mondiale; parmi eux 16 sont des marins disparus en mer ; 4 sont morts en Belgique (Jean Ropars, tué dès le 22 août 1914 à Maissin, Hervé Guillerm, Émile Landuré et Jean Louis Uguen) ; Guillaume Favé, François Fouasseur et Mathieu Aballain sont morts en captivité en Allemagne ; Hervé Milbeo est mort de maladie le 29 octobre 1918 dans l'actuelle Macédoine du Nord ; la plupart des autres sont morts sur le sol français (parmi eux François Caradec, Jean François Gac et Guillaume Le Gall ont été décorés à la fois de la Médaille militaire et de la Croix de guerre ; Maurice Challe, commandant aviateur et chef de bataillon, décoré aussi de la Croix de guerre a reçu également la Légion d'honneur), une incertitude existant toutefois pour 13 soldats dont ni le lieu ni la date de décès ne sont précisés.

#### L'entre-deux-guerres
En janvier 1920, l'hydravion géant Latham, parti de Cherbourg pour Brest, victime d'une panne de moteur, dut amerrir en catastrophe ; pris en remorque par la canonnière Vaillante, il chavira et fit côte à Kerlouan, ses flotteurs brisés et sa coque défoncée. Il fut démonté sur place.
De nombreux bateaux de Kerlouan pratiquaient alors la petite pêche : le journal Ouest-Éclair indique par exemple qu'en juin 1922 104 bateaux des ports de Kerlouan et Brignogan ont pêché 1,86 tonne de crustacés et coquillages dont 1,5 tonne de homards, 250 kg de langoustes, 600 kg de crabes et tourteaux, ainsi que 2,7 tonnes de poissons divers et, par ailleurs, 3 500 m3 de goémon de soude et 5 000 m3 de sables coquilliers et amendements marins. Le même journal indique que pour le premier trimestre 1931, 2,4 tonnes de crustacés et homards sont pêchés par les pêcheurs des deux mêmes ports.

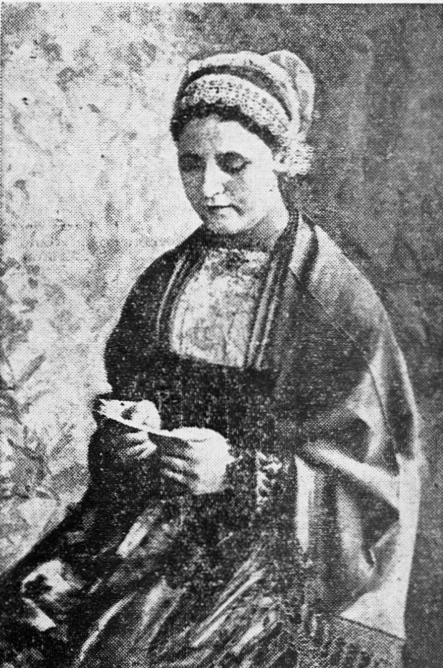
Costume traditionnel d'une femme du Pays pagan (photo de 1933).

Le Lichen caragheen était récolté dans les premières décennies du XXe siècle : en 1915, les ports de Kerlouan et Plouescat en récoltaient chacun 100 tonnes, devancés seulement par Plouguerneau, qui en produisit cette année-là 150 tonnes.

#### La Seconde Guerre mondiale
Paul Leroy est une des victimes du naufrage du paquebot Président Doumer, torpillé par le sous-marin allemand U-304 le 30 octobre 1942. Le monument aux morts de la commune ne porte aucun nom de personnes mortes pour la France pendant la Seconde Guerre mondiale.
Deux membres de la famille El Michali, d'origine juive, qui possédaient une villa à Kerlouan, sont morts en déportation au camp de concentration d'Auschwitz après avoir été déportés par le convoi no 64 depuis Drancy : Maurice El Michali (père), Maurice El Michali (fils).

#### L'après-Seconde-Guerre-mondiale

##### Le renard de Kerlouan et le corbeau
À partir de 1986, un mystérieux saboteur de bateaux sévit nuitamment particulièrement les nuits de pleine lune. Surnommé « le renard de Kerlouan », il pille, coule ou brûle des embarcations, dont le zodiac de la SNSM ; le bâtiment du club de plongée local a été incendié : une cinquantaine de plaintes ont été déposées. Ces faits entraînent localement une atmosphère délétère : une dizaine de propriétaires de bateaux ont même reçu des menaces de mort. La rumeur publique a accusé un pêcheur local d'être le renard, mais personne n'a été condamné pour l'instant par la justice.
Un corbeau a expédié à partir de 2002 une soixantaine de lettres anonymes qui accusaient tel ou tel d'être le renard. Une femme de pêcheur, accusée d'être le corbeau, mise en examen en 2002, obtint de la justice un non-lieu en 2011.
Jean Failler a écrit un roman Le renard des grèves décrivant ces événements. Malgré l'utilisation de noms d'emprunts, les habitants reconnaissaient aisément tel ou tel, y compris les personnes suspectées. L'auteur fut condamné pour « atteinte à la vie privée » à supprimer certains passages litigieux de son roman.
Des actes de vandalisme commis à l'encontre de bateaux de plaisance (amarres rompues, moteurs endommagés, etc..) ont repris à Kerlouan en avril 2021.

### LeXXIesiècle

#### Le centre de transmission de Kerlouan
Le centre de transmissions de Kerlouan est une station d'émission, utilisant de très basses fréquences (VLF) et utilisée par les forces sous-marines de la Marine nationale française, notamment la Force océanique stratégique pour transmettre des informations et ordres aux sous-marins.

## Démographie
| 1793  | 1800  | 1806  | 1821  | 1831  | 1836  | 1841  | 1846  | 1851  |
| ----- | ----- | ----- | ----- | ----- | ----- | ----- | ----- | ----- |
| 2 986 | 3 244 | 2 854 | 3 201 | 3 204 | 3 351 | 3 362 | 3 560 | 3 406 |

| 1856  | 1861  | 1866  | 1872  | 1876  | 1881  | 1886  | 1891  | 1896  |
| ----- | ----- | ----- | ----- | ----- | ----- | ----- | ----- | ----- |
| 3 262 | 3 176 | 3 158 | 3 038 | 3 140 | 2 930 | 2 772 | 2 772 | 2 700 |

| 1901  | 1906  | 1911  | 1921  | 1926  | 1931  | 1936  | 1946  | 1954  |
| ----- | ----- | ----- | ----- | ----- | ----- | ----- | ----- | ----- |
| 2 865 | 2 933 | 3 061 | 3 003 | 3 035 | 2 820 | 3 042 | 2 877 | 2 745 |

| 1962  | 1968  | 1975  | 1982  | 1990  | 1999  | 2006  | 2007  | 2012  |
| ----- | ----- | ----- | ----- | ----- | ----- | ----- | ----- | ----- |
| 2 717 | 2 693 | 2 656 | 2 572 | 2 406 | 2 238 | 2 257 | 2 258 | 2 229 |

| 2017  | 2022  | - | - | - | - | - | - | - |
| ----- | ----- | - | - | - | - | - | - | - |
| 2 119 | 2 028 | - | - | - | - | - | - | - |

## Politique et administration

### Jumelages
La commune est jumelée avec Orschwihr (68).

### Langue bretonne
L'adhésion à la charte Ya d'ar brezhoneg a été votée par le Conseil municipal le 24 février 2011.

## Lieux et monuments

### Sites naturels
Le plus beau monument de Kerlouan est son site naturel, en bord de mer. Ce site est émaillé de rochers granitiques, qui ont souvent servi de sujet de légendes.

### Patrimoine mégalithique
- Allée couverte de Porz Huel
- Menhir de Kervizouarn
- Menhir de Théven

### Monuments et sites religieux
La commune de Kerlouan abrite plusieurs églises et chapelles :
- L'église paroissiale Saint-Brévalaire, consacrée à saint Brévalaire (Brévalaire de Kerlouan serait un saint d'origine galloise, connu au Pays de Galles sous le nom de saint Branwallader et de saint Breladre à Jersey)[122], à ne pas confondre avec un autre saint Brévalaire). L'église est en forme de croix latine et de style néogothique (elle fut construite entre 1860 et 1865) ; elle est formée d'une nef de cinq travées avec bas-côtés, d'un transept et d'un chœur de deux travées[123] ; son clocher est haut de 47 mètres. Elle possède 15 vitraux dont trois, dus à Julien-Léopold Lobin, sont consacrés respectivement à saint Brévalaire, saint Egarec[124] et saint Malo. Le retable du maître-autel représente la Vierge au Rosaire, saint Dominique et sainte Catherine[125].
- La chapelle Sainte-Anne est l'ancienne église paroissiale : construite au XVIe siècle, mais largement remaniée au XVIIe siècle, elle a été largement amputée depuis la construction de la nouvelle église Saint-Brévalaire; de plan rectangulaire, elle est surmontée d'un clocher de style Beaumanoir.

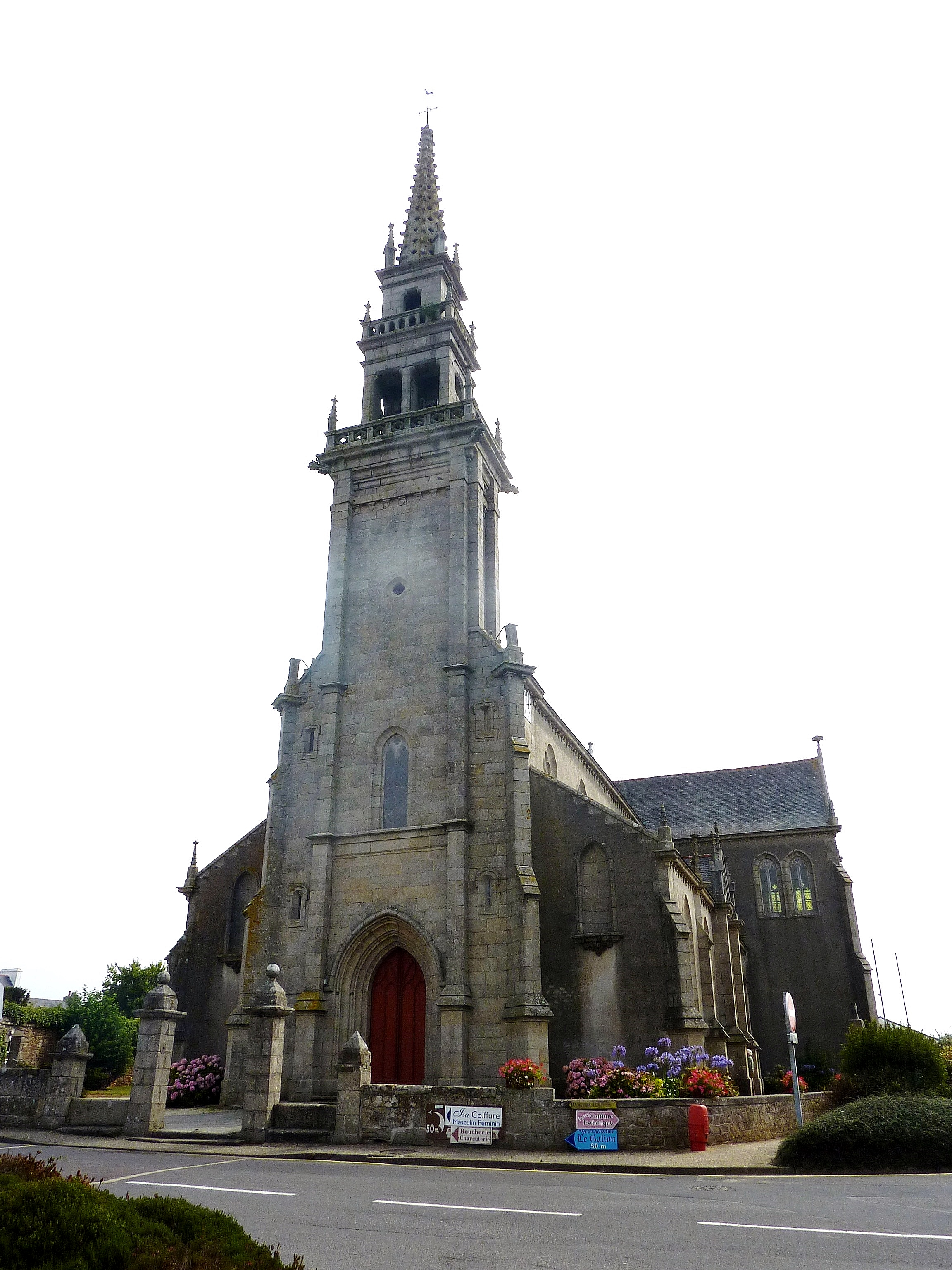
Kerlouan : l'église paroissiale Saint-Brévalaire, la façade ouest.
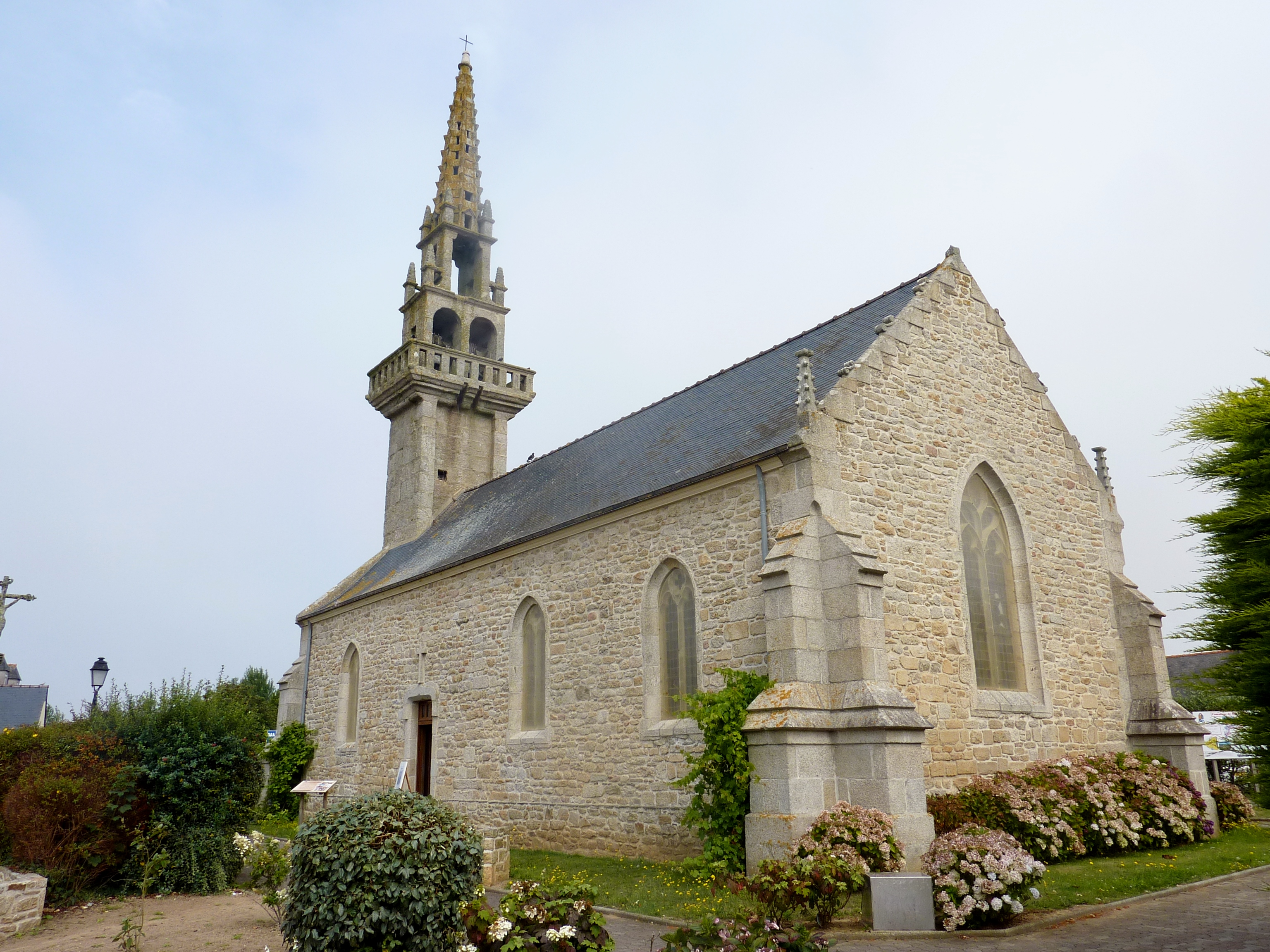
Kerlouan : la chapelle Sainte-Anne (ancienne église paroissiale) 1.
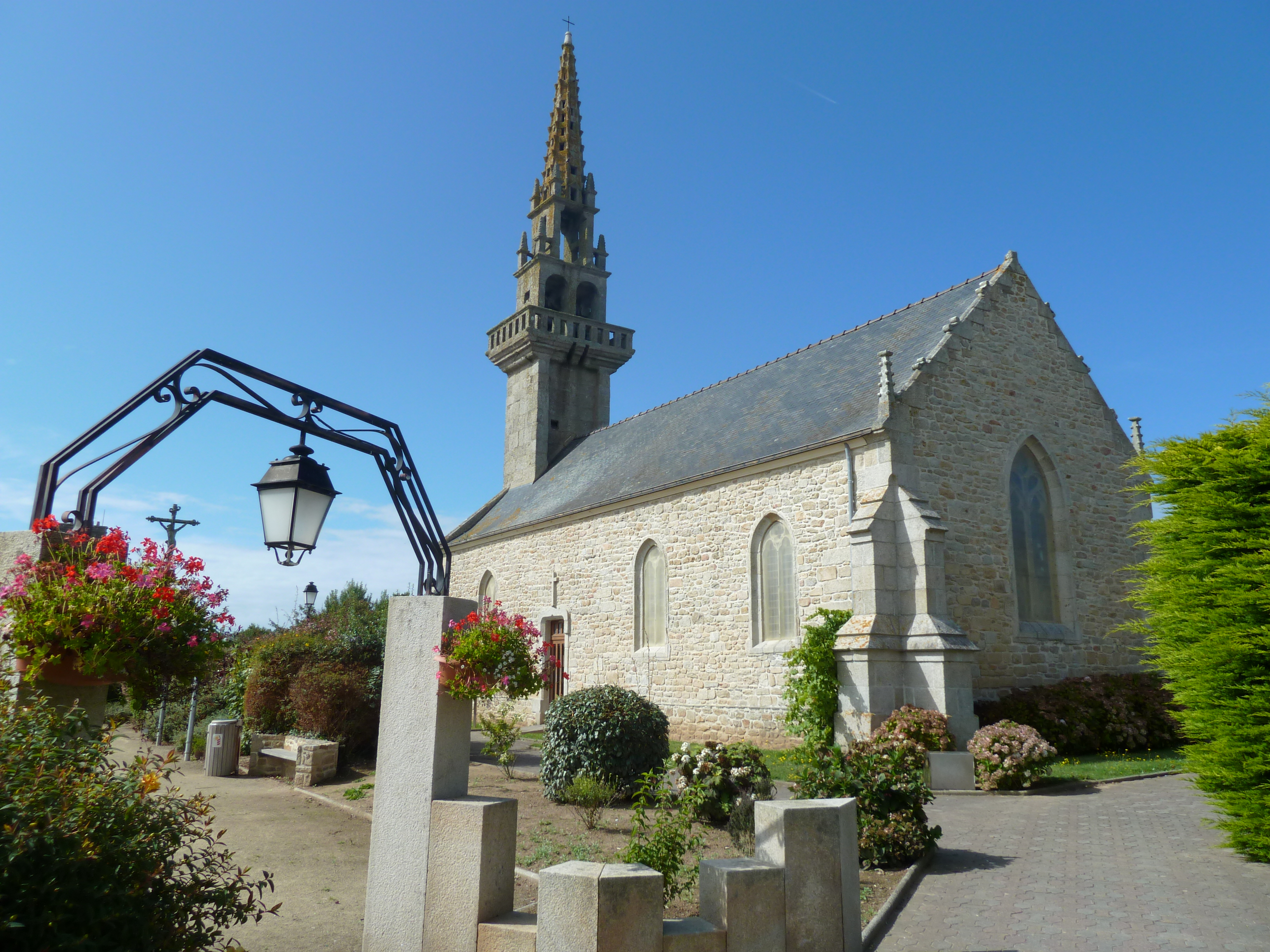
Kerlouan : la chapelle Sainte-Anne (ancienne église paroissiale) 2.

- La chapelle du Croazou (« Les Croix » en breton) date de 1832, construite par François Pont, aveugle, qui aurait recouvré miraculeusement la vue ; elle est considérée comme étant la plus petite de la région. Deux stèles protohistoriques, dont une est encastrée dans le mur de la chapelle, et trois croix pattées datant du Moyen Âge, se trouvent à l'arrière de la chapelle (à leur emplacement d'origine sur un lech couché) ; d'autres croix ont été déposées depuis à proximité.
- La chapelle Saint-Egarec[126] est un édifice comprenant une nef de deux travées avec bas-côtés, deux chapelles et un chœur à chevet plat ; datant du XVe siècle et construite par les seigneurs de Coëtmenech, elle a conservé des sablières datant de cette époque et possède plusieurs statues anciennes. Sa façade porte le blason de la famille Rosmadec (de Cléder) et la tombe située dans la chapelle serait celle du seigneur Kersaint Gilly, du manoir de Kérivoas. Le clocher de la chapelle fut détruit par la foudre le 13 janvier 1917. La fontaine située à proximité est surmontée d'une statue en kersanton de saint Hervé et de son loup. Elle est désormais souterraine en raison de l'ensablement survenu depuis sa construction lors du petit âge glaciaire ; on y descend par un escalier. La tradition disait que l'eau de cette fontaine était très efficace pour les maux d'yeux et on s'y rendait en pèlerinage[30].

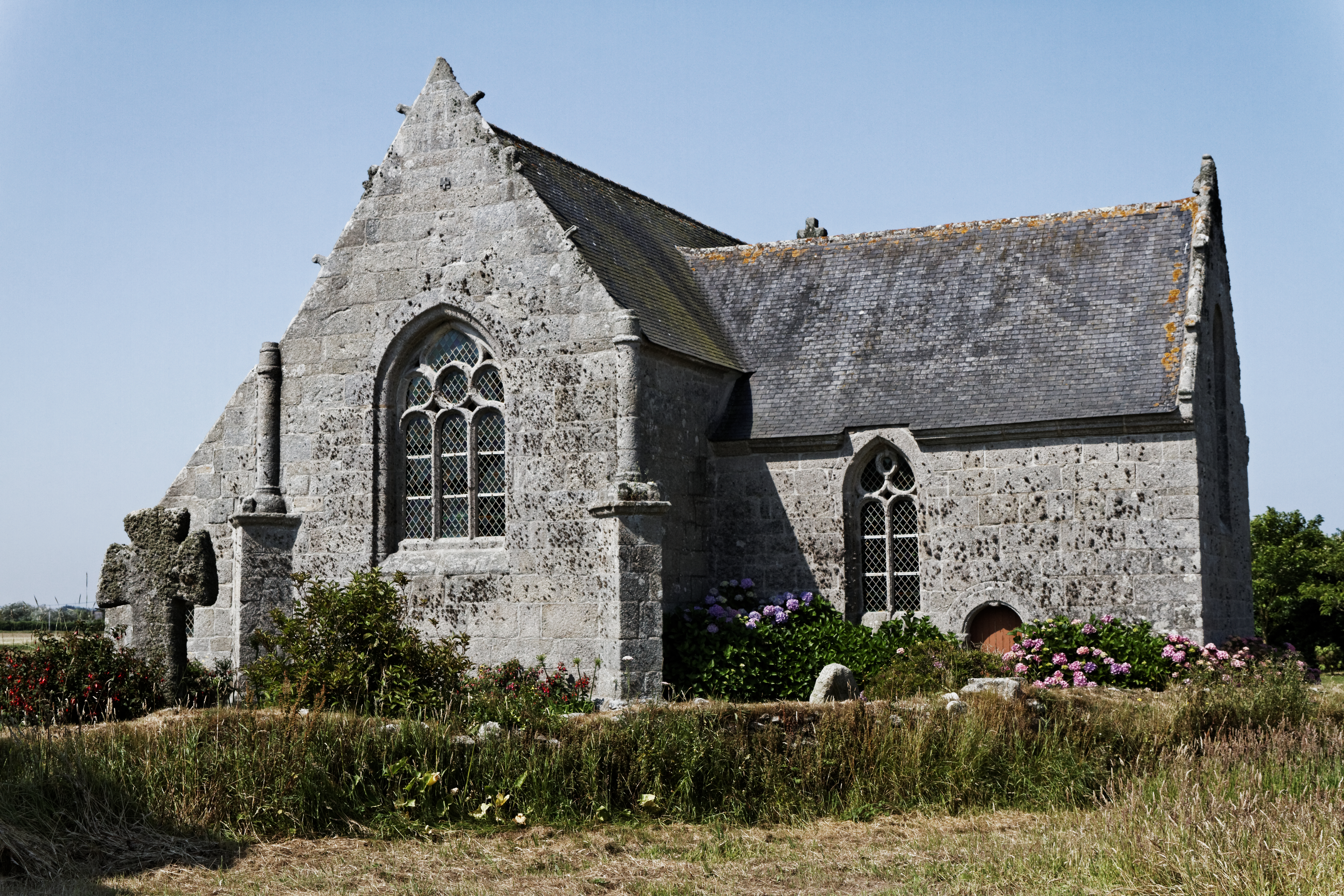
Kerlouan : la chapelle Saint-Egarec, vue d'ensemble.
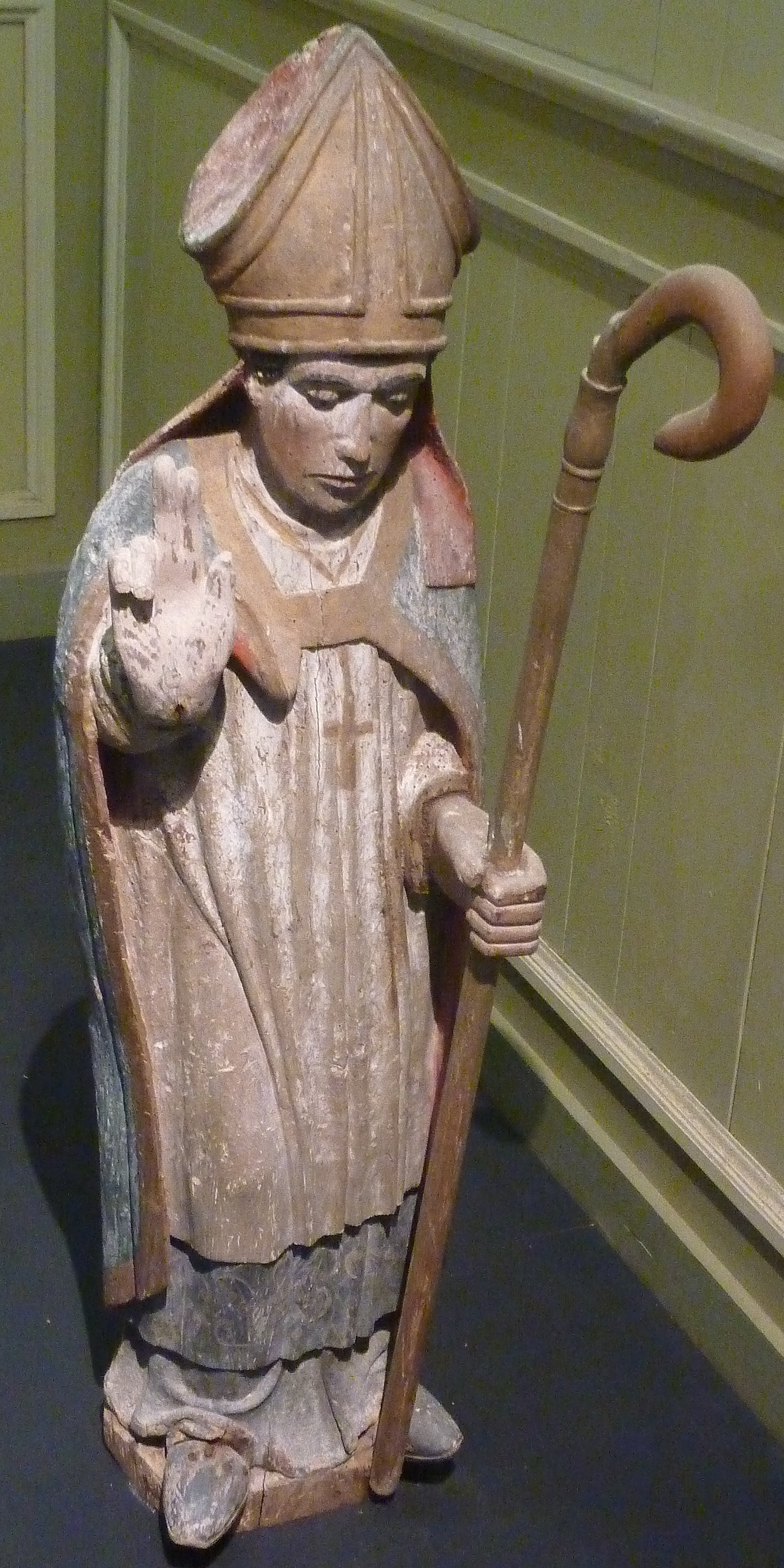
Kerlouan : chapelle Saint-Egarec, statue de saint Egarec.
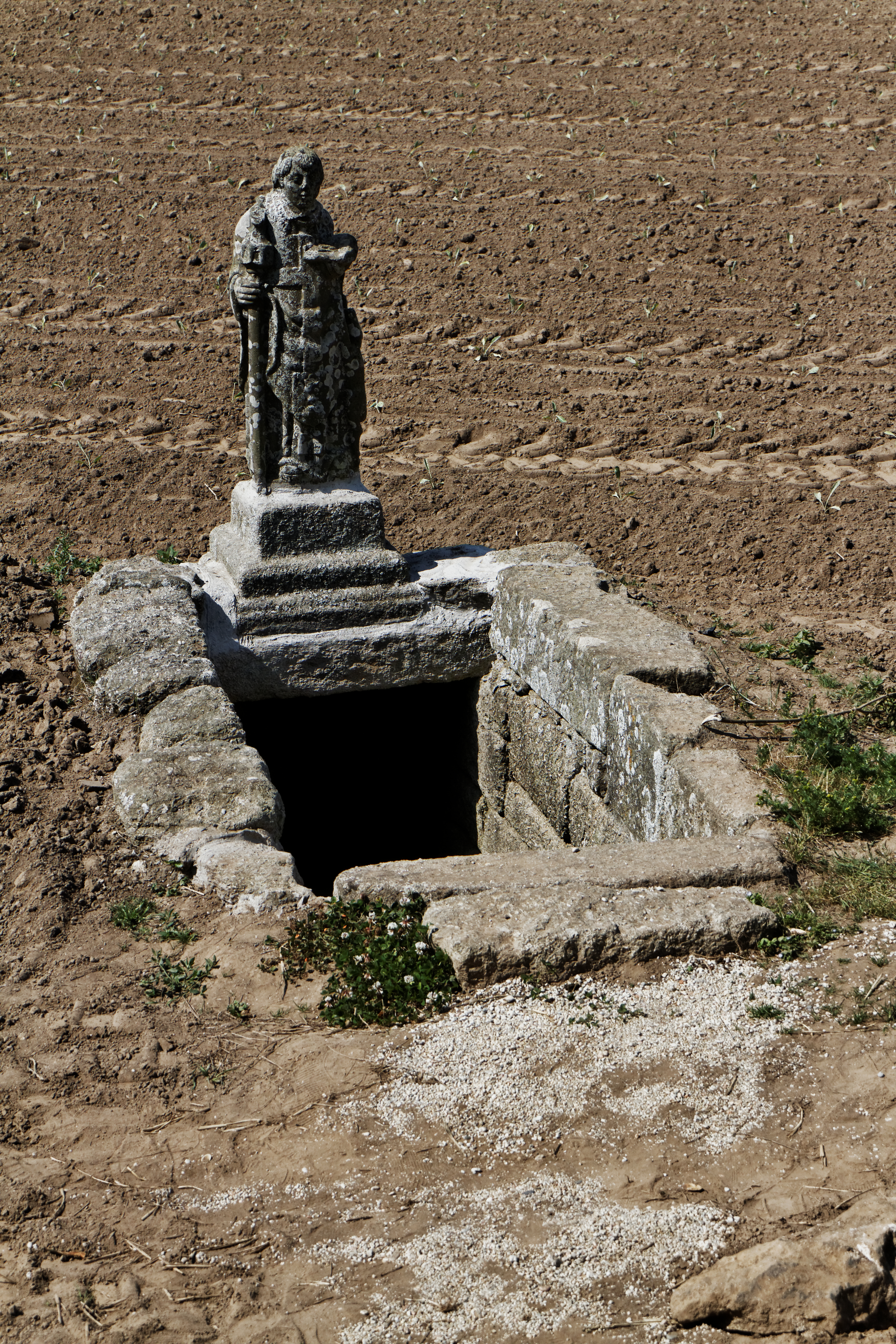
La fontaine proche de la chapelle Saint-Egarec : vue d'ensemble.
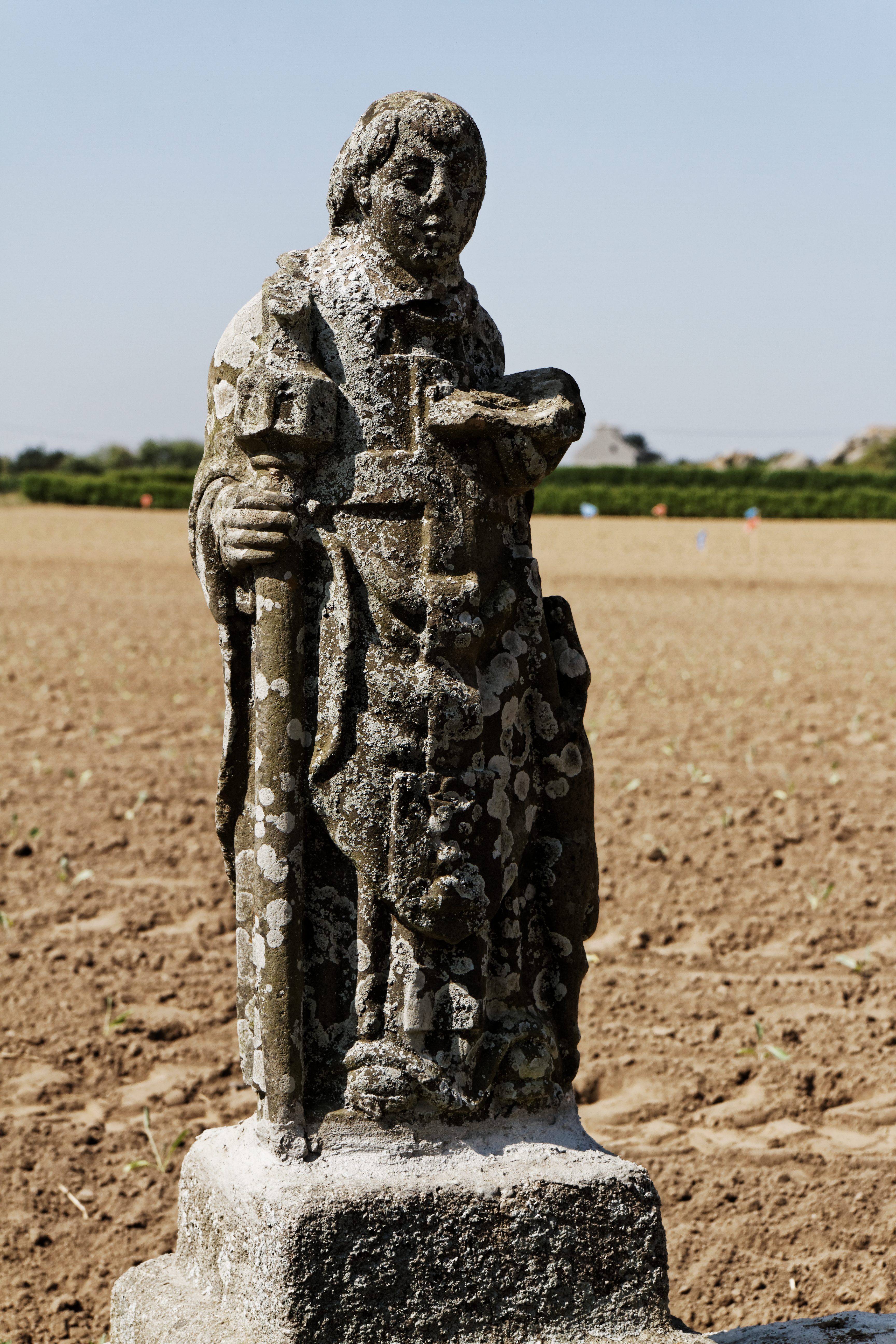
La fontaine proche de la chapelle Saint-Egarec : la statue de saint Hervé.

- La chapelle Saint-Guénal, située au lieu-dit Lestonquet, construite vers 1521, fut longtemps très fréquentée, un pardon y étant célébré chaque Mardi gras (saint Guénal était considéré localement comme le patron des bouchers) ; longtemps laissée à l'abandon car elle fut ravagée par un incendie dans la seconde moitié du XIXe siècle, a été reconstruite en 1989.

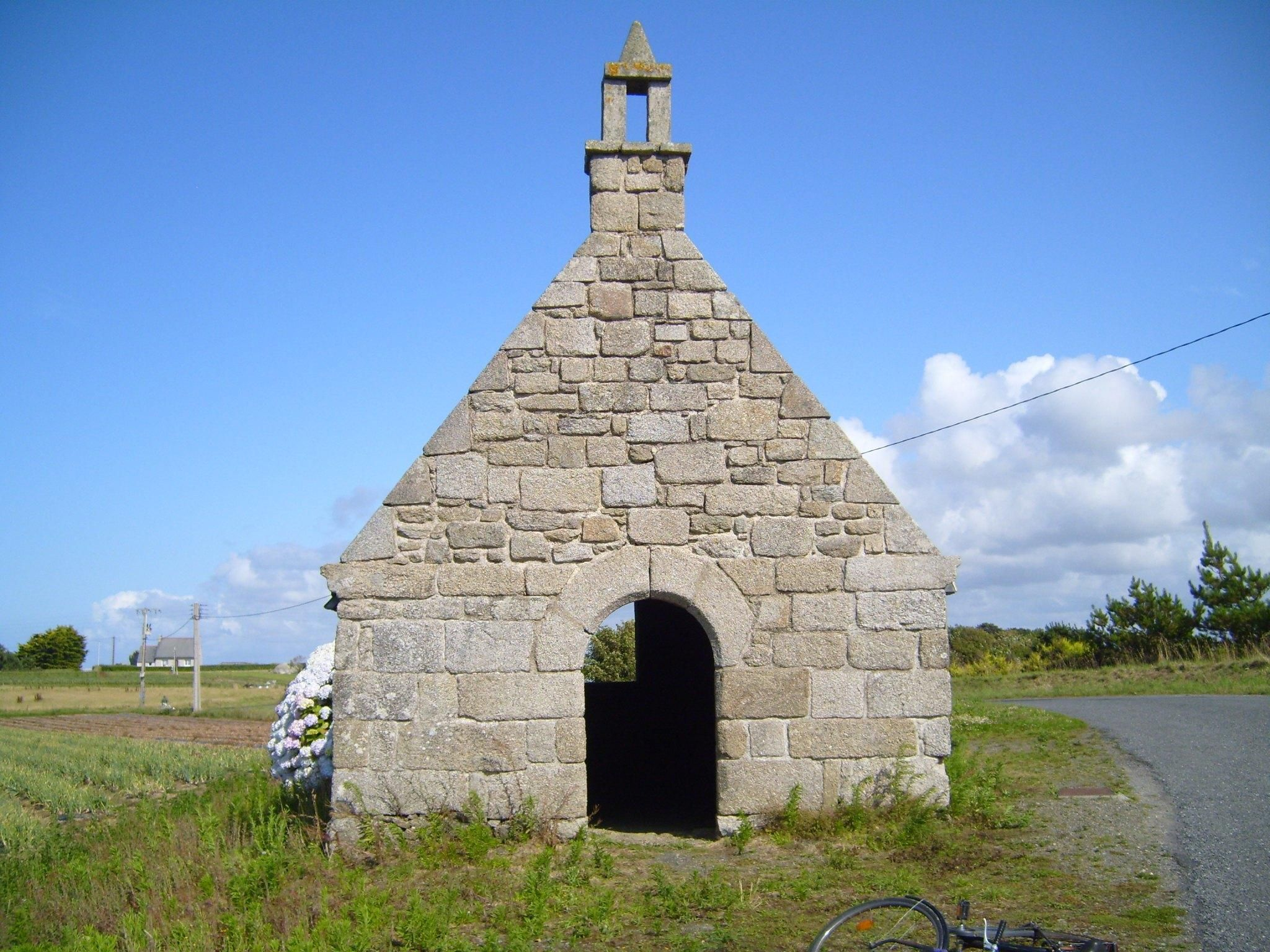
Façade occidentale.
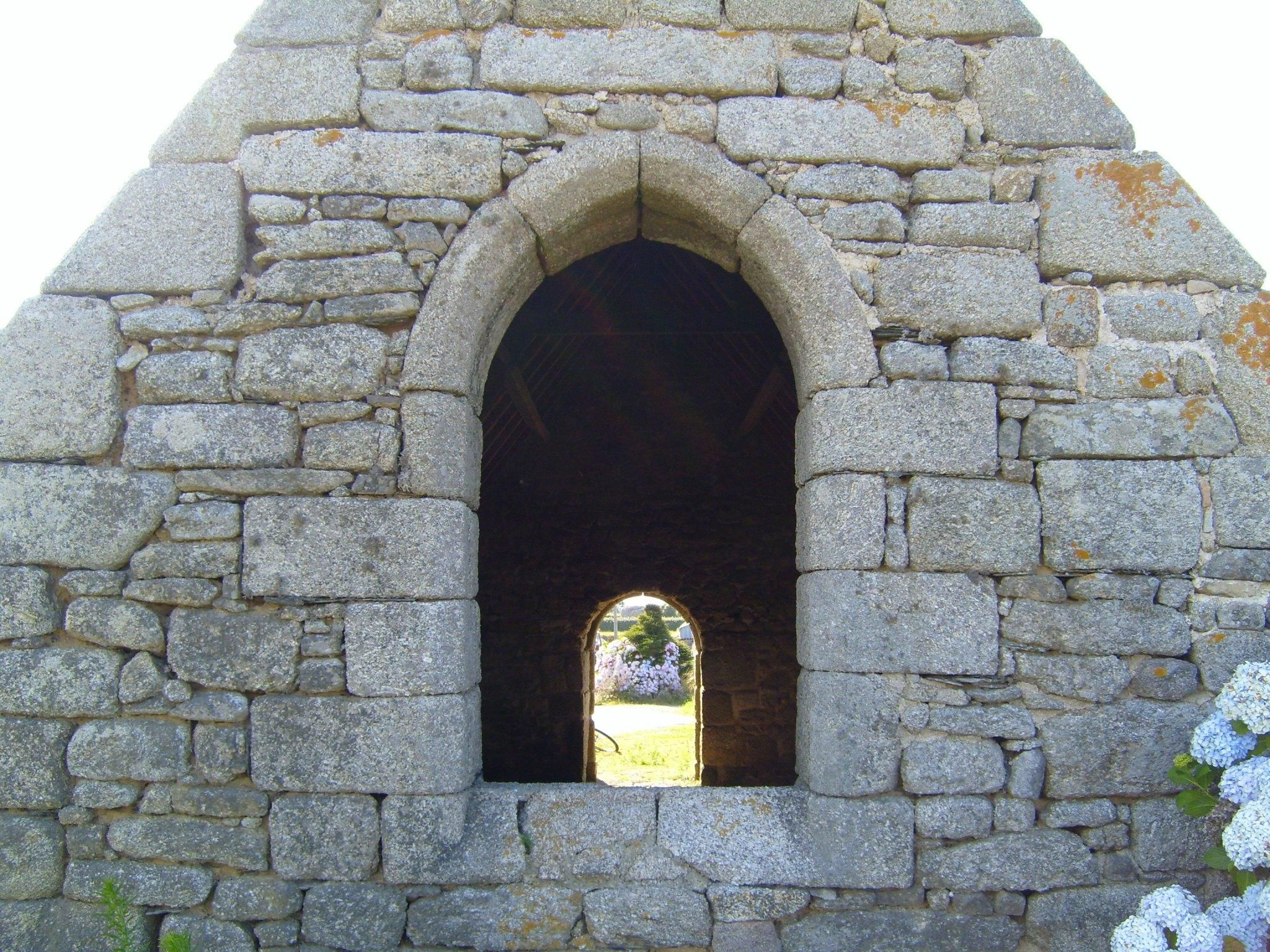
Chevet.

- La chapelle Saint-Sauveur, ou Kersalvator, est de plan rectangulaire : la chapelle actuelle (remplaçant celle construite au Moyen Âge et détruite probablement lors de la Révolution française) a été construite en 1863 ; délaissée depuis 1925, elle a été restaurée en 1976 et abrite plusieurs statues anciennes : sainte Trinité en pierre, Ecce Homo en bois, Vierge Marie (statuette en bois). Sur une pierre de la façade est gravé un blason avec une tête de cerf.

Disséminés sur la commune, de nombreuses croix et calvaires aux croisements des routes (pas moins de 58 croix répertoriées), dont la croix monolithe de Tromelin.
Quelques fontaines sont également remarquables : la fontaine noire (Feunteun zu), les deux fontaines de Saint-Égarec et la fontaine de Saint-Sauveur.
- Il subsiste encore trois manoirs sur le territoire communal :
  - le manoir de Kerivoas, inscrit partiellement (les vestiges du système défensif et le portail d'entrée du manoir) au titre des monuments historiques par arrêté du 10 janvier 2001[129] ;
  - le manoir de Kerenez ;
  - le manoir de Pen ar Méas.

- À la limite avec Plounéour-Trez se trouve un des quatre centre de transmissions militaire des forces sous-marines servant entre autres à la transmission d'informations à destination des sous-marins français.

### Le hameau de pêcheurs de Meneham

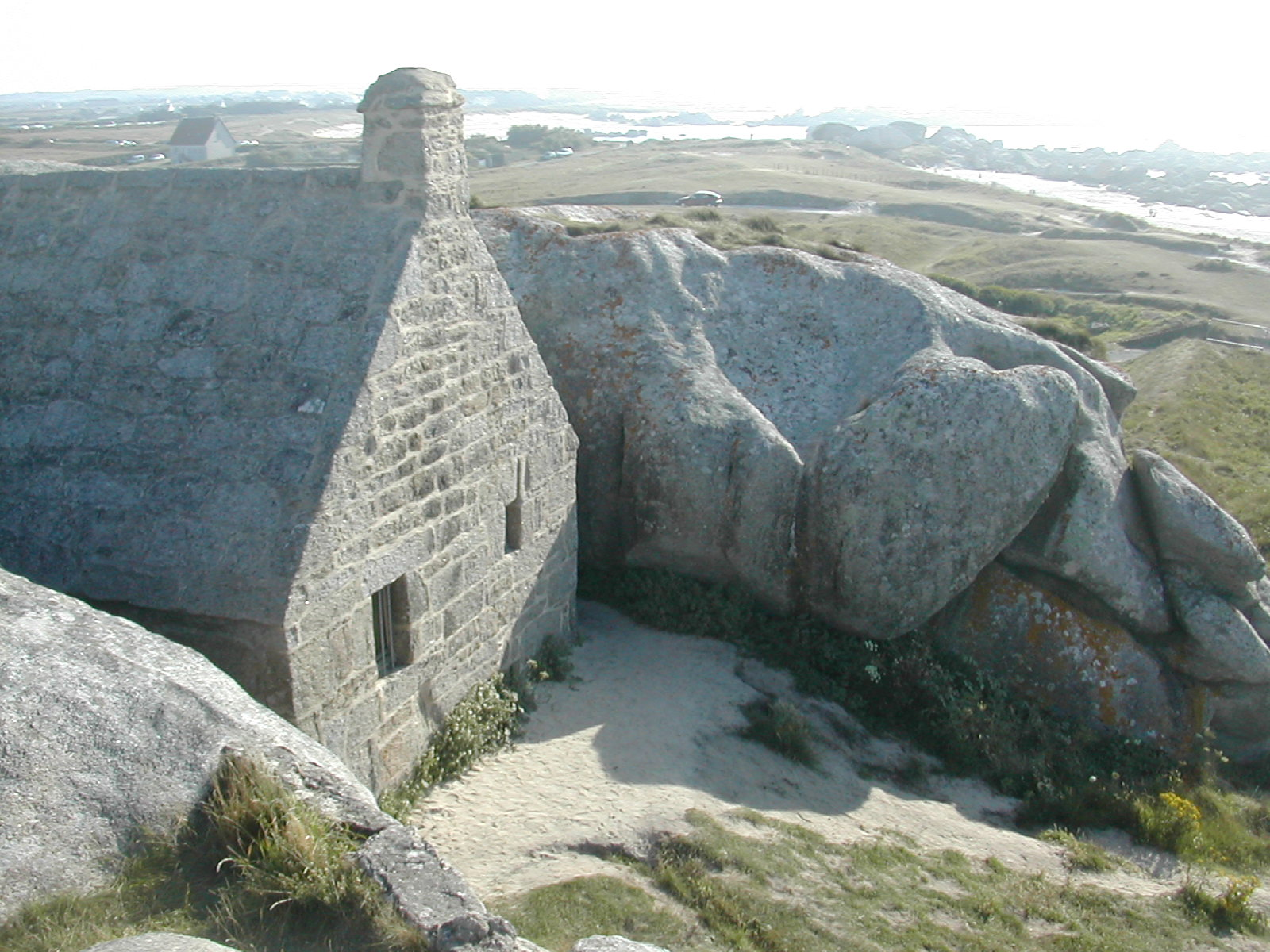
Le poste de garde de Ménéham.

Le village de Meneham abritait encore il y a une trentaine d'années quelques paysans pêcheurs. D'abord fut construite « la maison des douaniers » ou maison du corps de garde. À l'origine, il s'agissait d'un poste de guet (XVIIe siècle sous Vauban). Cet édifice a pour particularité d'avoir un toit en pierre. En effet à chaque relève des gardes, les habitants venaient voler la charpente en bois qui servait pour le feu.
Ce poste de guet est inséré dans un énorme chaos de rochers granitiques. Le hameau fut construit derrière ce chaos, bien abrité des éléments. On trouve dans ce hameau une construction étonnante par sa longueur (plus de 40 m) : « la caserne ». Cette bâtisse est en fait constituée de 6 logements. Sur le site : la maison Boédoc, la maison Salou, la Chaumière, les maisons à avancées. Propriété de l'armée, ces édifices furent confiés par la suite à la Douane (1817) et celle-ci l'occupa jusqu'en 1835. Un particulier racheta les lieux et les loua à des paysans, pêcheurs, goémoniers.
Ce village est quasi désert et en ruine dans les années 1990. Une opération de réhabilitation est alors engagée à partir de 2004. C'est la renaissance du village. Les travaux débutent par les bâtis, restaurés d'après les images d'archives de 1950.
L'ancienne chaumière devient l'auberge du village (restaurant), les maisons à avancée un gîte d'étape où l'on peut dormir dans des lits clos, la caserne un espace artisans.
Pour appréhender l'histoire du village, 4 espaces muséographiques sont créés et ouverts au public depuis l'été 2009 :
- le corps de garde aborde les défenses côtières et la légende des naufrageurs ;
- la maison Salou est consacrée au quotidien : une première partie évoque la convivialité et la solidarité entre les villageois, une seconde la vie quotidienne et une dernière pour présenter les veillées ;
- les activités - la pêche, l'agriculture et le goémon - sont présentées à l'extérieur dans la lochenn (c'est une remise qui servait à entreposer des outils encombrants comme la charrette et les casiers de pêche et à stocker les betteraves pour le bétail) ;
- la maison Boédoc, la maison de site, est un espace d'accueil et d'informations sur le village et ses environs et un lieu d'exposition.

## Kerlouan et la littérature
- Tanguy Malmanche a écrit une pièce de théâtre Les Païens (Ar Baganiz) dont l'action se déroule en 1681 à Kerlouan, mettant en scène une famille de pilleurs d'épaves et des marins de la Cornouailles anglaise, échappés à un naufrage.
- Louis-Casimir Colomb a écrit en 1866 une nouvelle Loïk Malô dont l'action se déroule à Kerlouan, Plounéour-Trez et dans les communes avoisinantes[130].

## Personnalités liées à la commune
- Éguiner-François Baron (v. 1495-1550), jurisconsulte, professeur de droit à Bourges.
- Jean Favé, dit Le barde de Gralon (né en 1826 à Plounéour-Trez, mort en 1884), avocat à Quimper, puis régent de collège à Landerneau, puis médecin à Kerlouan, poète à ses heures, collaborateur de plusieurs journaux et revues comme le Journal de Rennes, l'Indépendance bretonne et Feiz ha Breiz, auteur de livres dont Histoire de saint Yves[131].
- Jean-François L'Her (1904-1940) : officier de marine, mort en héros. Kerlouan est la ville marraine de l'aviso Premier-Maître L'Her de la Marine nationale.
- Père Jaouen (1920-2016), prêtre jésuite, a grandi à Kerlouan. Il s'est investi auprès de jeunes touchés par la drogue et a développé des programmes d'aide par la navigation en utilisant des bateaux comme le Rara-Avis ou encore le Bel Espoir II.